# Juan Martín del Potro
Juan Martín del Potro (Tandil, 23 settembre 1988) è un ex tennista argentino.
Giocatore alto e dotato di grande potenza, aveva nel servizio e nel dritto i colpi più efficaci. Ha vinto ventidue titoli nel circuito maggiore, tra i quali gli US Open 2009 e il Masters 1000 di Indian Wells 2018. Ha guidato l'Argentina a conquistare per la prima volta la Coppa Davis nell'edizione del 2016. Ha vinto la medaglia di bronzo alle Olimpiadi di Londra 2012 e quella d'argento alle Olimpiadi di Rio 2016. Ha inoltre raggiunto nel 2009 la finale al Masters di fine anno. Il suo best ranking ATP è stato il 3º posto raggiunto il 13 agosto 2018. 
Vittima di diversi infortuni nel corso della carriera (alcuni saggisti suggeriscono una "predisposizione genetica"), ha interrotto l'attività agonistica dapprima nel febbraio 2014 per sottoporsi a una serie di delicate operazioni al polso sinistro, rientrando nel circuito nel febbraio 2016, per poi interrompere nuovamente nell'ottobre del 2018 per una frattura alla rotula. Pur non disputando competizioni dal febbraio 2022, si è ritirato ufficialmente dall'attività professionale il 2 dicembre 2024 dopo aver giocato una partita d'esibizione contro Novak Djokovic, vinta per 6-4 7-5 in due ore di match.

## Carriera

### Juniores
Inizia a giocare a tennis a sei anni. Nel 2003 vince il Torneo Avvenire battendo in finale Marin Čilić. Da juniores vince quattro titoli e raggiunge la terza posizione mondiale nel gennaio 2005; al torneo ragazzi del Roland Garros 2005 viene sconfitto nei quarti di finale da Andy Murray, in uno scontro tra futuri campioni degli US Open.

### 2003-2004: inizi tra professionisti
Nel 2003 inizia a giocare tornei Satellite e in agosto, non ancora quindicenne, debutta tra i professionisti nel circuito Futures al torneo Argentina F1. Vince il primo incontro in doppio nell'aprile 2004 all'Argentina F1. Dopo quattro sconfitte in singolare a maggio ottiene la prima vittoria e il primo punto nel ranking ATP al torneo Argentina F3. Gioca con una certa frequenza tra i professionisti a partire dall'agosto del 2004.

### 2005: due titoli Challenger, tre Futures e top 200
Il 6 febbraio 2005 disputa la prima finale Futures al torneo Mexico F1, perdendo in tre set da Darko Madjarovski. Alza il suo primo trofeo da professionista il successivo 10 aprile con la vittoria in due set su Jorge Aguilar nella finale del Chile F1 di Santiago del Cile. Nelle tre settimane successive vince altri due titoli superando in finale Thiago Alves al Chile F2 e grazie al ritiro di Damián Patriarca all'Argentina F3. A giugno disputa l'ultimo incontro in carriera nel circuito dei Futures per dedicarsi ai tornei Challenger, e al suo esordio in quello stesso mese raggiunge la semifinale a Reggio Emilia, perdendo in tre set da Martín Vassallo Argüello. Al primo turno del successivo Challenger di Biella sconfigge per la prima volta un top 100, il nº70 ATP Jarkko Nieminen, si ripete al secondo turno contro il nº93 Alessio Di Mauro prima di uscire per mano di Irakli Labadze, che vincerà il torneo.
A luglio disputa la prima finale in un torneo Challenger al Torneio Internacional de Tênis Campos do Jordão e cede in due set a André Sá. Il mese dopo fa la sua prima esperienza in un torneo del Grande Slam venendo eliminato al primo turno di qualificazione agli US Open. Il 6 novembre conquista il primo titolo Challenger alla prima edizione del Challenger di Montevideo sconfiggendo in finale Boris Pashanski in tre set. La settimana successiva vince a Guayaquil in coppia con Juan Antonio Marín il primo titolo in carriera in doppio, grazie al forfait prima della finale di Luis Horna / Iván Miranda. Alla fine del 2005 si trova al 157º posto del ranking, ed è il più giovane giocatore tra i top 200.

### 2006: debutto nel circuito maggiore, tre titoli Challenger e top 100
Nel gennaio del 2006 fa il suo esordio nell'ATP Tour vincendo al primo turno contro Albert Portas a Viña del Mar prima di arrendersi nell'incontro successivo a Fernando González. Subisce quindi altre quattro sconfitte consecutive nei tornei ATP e torna a giocare nei Challenger; ad aprile si aggiudica sia il titolo in singolare che quello in doppio ad Aguascalientes. A maggio debutta in una prova del Grande Slam al Roland Garros superando i tre turni di qualificazione, viene eliminato al primo turno dopo avere strappato un set al nº27 ATP Juan Carlos Ferrero. A luglio rientra nel circuito ATP raggiungendo il terzo turno a Stoccarda e i quarti di finale all'Open di Umago. La settimana successiva vince a Segovia il suo ultimo titolo nel circuito Challenger, sconfiggendo nei quarti il nº27 del mondo Fernando Verdasco e in finale Benjamin Becker.
A fine agosto fa il suo esordio agli US Open e viene eliminato al primo turno da Alejandro Falla. Grazie al secondo turno raggiunto a Mumbai e al terzo turno di Tokyo, il 9 ottobre entra per la prima volta tra i top 100, al 99º posto. La settimana dopo debutta in un torneo ATP Masters Series a Madrid, uscendo al primo turno per mano di Joachim Johansson. Torna a disputare un quarto di finale ATP al torneo di Basilea e si fa rimontare il set di vantaggio dal nº7 del mondo Fernando González. Chiude la stagione al 92º posto del ranking, il più giovane tra i top 100 con i suoi diciotto anni e tre mesi.

### 2007: primo titolo ATP in doppio, primi incontri vinti negli Slam e prima vittoria su un top 10

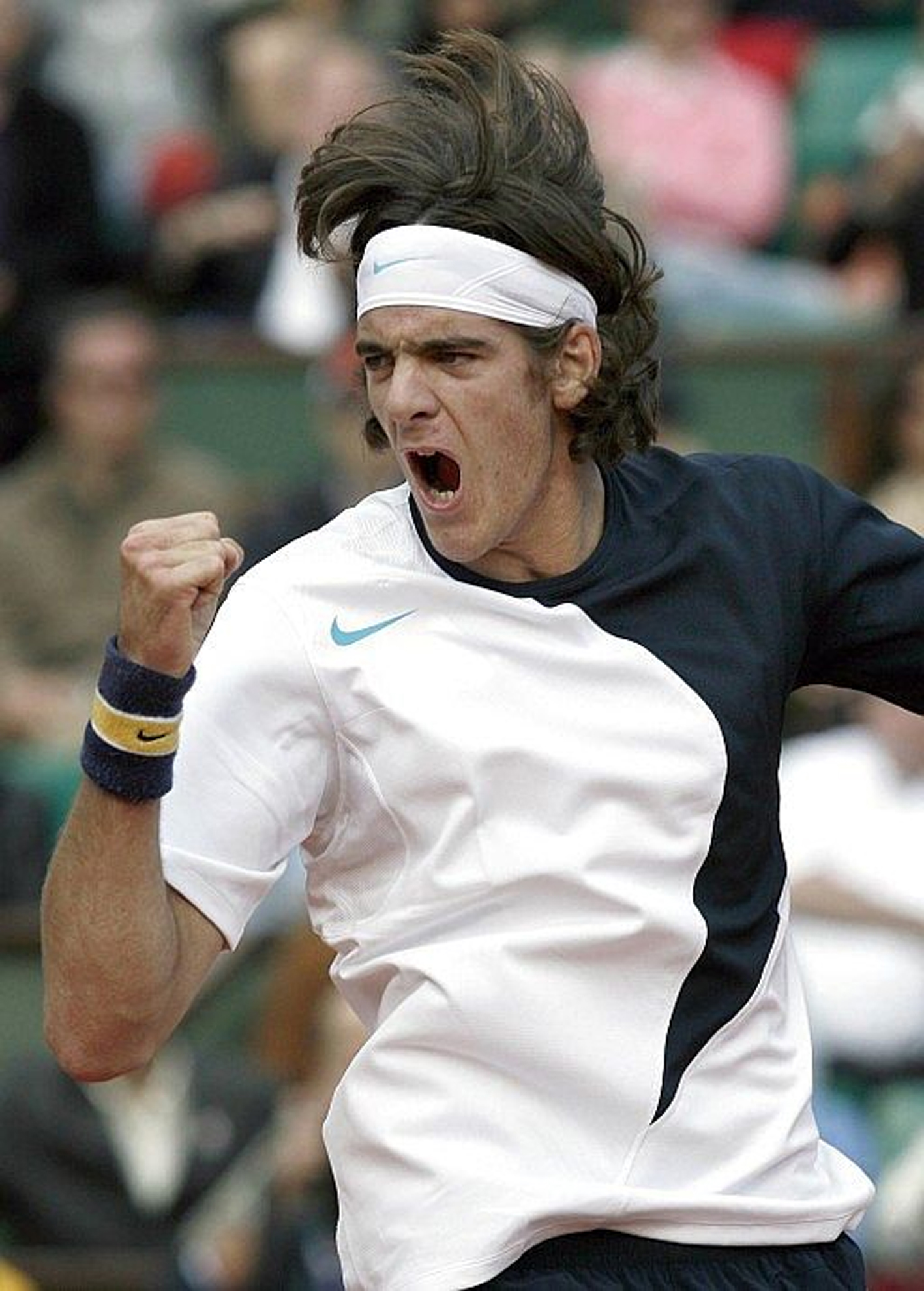
Del Potro nel 2007

All'inizio di gennaio del 2007 raggiunge la sua prima semifinale ATP al South Australian Open di Adelaide e perde in tre set da Chris Guccione. Vince il suo primo incontro all'Australian Open superando Alessio Di Mauro ed è quindi costretto al ritiro durante il quinto set dell'incontro con Fernando González. L'11 febbraio debutta in Coppa Davis nell'ultima giornata della sfida di Linz contro l'Austria e regala i quarti di finale all'Argentina sconfiggendo in cinque set Jürgen Melzer. In marzo vince a Indian Wells il suo primo incontro in un Masters battendo Gustavo Kuerten. Disputa a Sunrise il suo ultimo Challenger in carriera in preparazione del Miami Open, nel quale supera i top 20 Marcos Baghdatis e Michail Južnyj prima di subire negli ottavi un pesante 0-6, 4-6 dal nº 2 del mondo Rafael Nadal. Nei quarti di Davis persi 4-1 contro la Svezia viene sconfitto nel primo singolare da Robin Söderling ed è ininfluente la sua vittoria su Robert Lindstedt. La stagione sulla terra battuta inizia con i ritiri durante i tornei dell'Estoril e degli Internazionali d'Italia, mentre al Roland Garros il sorteggio lo mette di fronte al primo turno a Nadal, che lo batte in tre set e vincerà il suo terzo Slam parigino consecutivo.
Raggiunge la semifinale in doppio e i quarti di finale in singolare sull'erba del Nottingham Open; vince quindi per la prima volta un incontro a Wimbledon e al secondo turno raccoglie solo 8 giochi contro Federer. La trasferta americana inizia con il primo titolo ATP in un torneo di doppio a Indianapolis, dove in coppia con Travis Parrott sconfigge in finale Tejmuraz Gabašvili / Ivo Karlović in tre set. Al Cincinnati Open supera le qualificazioni e raggiunge gli ottavi prima di essere eliminato da Carlos Moyá. Ottiene le sue prime vittorie agli US Open battendo Nicolas Mahut e Jürgen Melzer, ma al terzo turno subisce una dura sconfitta dal nº3 del mondo Novak Đoković. In ottobre batte per la prima volta un top 10 superando Tommy Robredo al secondo turno del Madrid Masters. Il secondo turno raggiunto al Paris Masters lo porta il 5 novembre al suo miglior ranking con la 44ª posizione, che conserva fino a fine anno, quando sarà il più giovane dei top 50.

### 2008: primi quattro titoli ATP in singolare, top 10 e finale di Coppa Davis
L'infortunio patito a gennaio al secondo turno dell'Australian Open lo costringe a fermarsi fino a marzo. È uno dei molti incidenti che avrebbero contraddistinto la sua carriera, e lo porta a cambiare coach e preparatore atletico. Inizia quindi il sodalizio con il connazionale Franco Davín, che lo porterà a importanti successi. Ripartito dall'81ª posizione del ranking, a maggio deve fermarsi nuovamente per il mal di schiena che lo costringe al ritiro dagli Internazionali d'Italia. Rientra dopo quasi tre settimane e non va oltre il secondo turno al Roland Garros; malgrado si trascini i malanni fino all'estate, il 2008 si rivelerà la stagione della sua definitiva affermazione a livello mondiale.
Dopo avere ritrovato a giugno la condizione migliore raggiunge le semifinali sull'erba del  Rosmalen Open, mentre al secondo turno di Wimbledon cede in tre set al nº 9 ATP Stan Wawrinka. Il 13 luglio conquista il suo primo titolo ATP in singolare sulla terra battuta dello Stuttgart Open, superando in finale Richard Gasquet per 6–4, 7–5. Si ripete la settimana successiva all'Austrian Open dominando la finale contro l'idolo di casa Jürgen Melzer, al quale lascia solo tre giochi. La striscia vincente continua anche sul cemento americano del Los Angeles Open, dove supera in finale in due set il nº 9 del mondo Andy Roddick. Il quarto titolo arriva nel Washington Open quando concede solo sei giochi in finale a Viktor Troicki, diventando il primo giocatore ad avere vinto consecutivamente i primi quattro titoli della carriera e il secondo per numero di tornei maggiori vinti nel 2008 dopo Rafael Nadal. La sconfitta nei quarti di finale dello US Open a opera di Andy Murray fissa a 23 il numero di vittorie consecutive. Con questa serie di risultati passa dal 65º al 13º posto del ranking nel giro di due mesi.
A settembre prende parte alla sfida di Buenos Aires contro la Russia valida per la semifinale di Coppa Davis 2008, vince il primo singolare contro il nº6 del mondo Nikolaj Davydenko e nell'ultima giornata, sul risultato di 2-2, sconfigge anche Igor' Andreev, portando l'Argentina in finale. Disputa la sua quinta finale stagionale al Japan Open e perde da Tomáš Berdych, ma entra per la prima volta nella top 10. Nella finale di Coppa Davis in novembre a Mar del Plata persa 4-1 contro la Spagna, del Potro viene sconfitto al primo incontro da Feliciano López e subisce un infortunio al polso che gli impedisce di presentarsi al secondo singolare. A fine anno fa il suo debutto nella Tennis Masters Cup finendo eliminato al round robin con una vittoria su Jo-Wilfried Tsonga e due sconfitte con Novak Đoković e Nikolaj Davydenko, che si contenderanno la vittoria in finale. Nel corso della stagione ha un record di cinque vittorie e nove sconfitte contro i top 10. Chiude l'anno al nono posto del ranking ed è, per la prima volta, il miglior tennista sudamericano.

### 2009: primo Slam, finale alla Masters Cup e 5º nel ranking

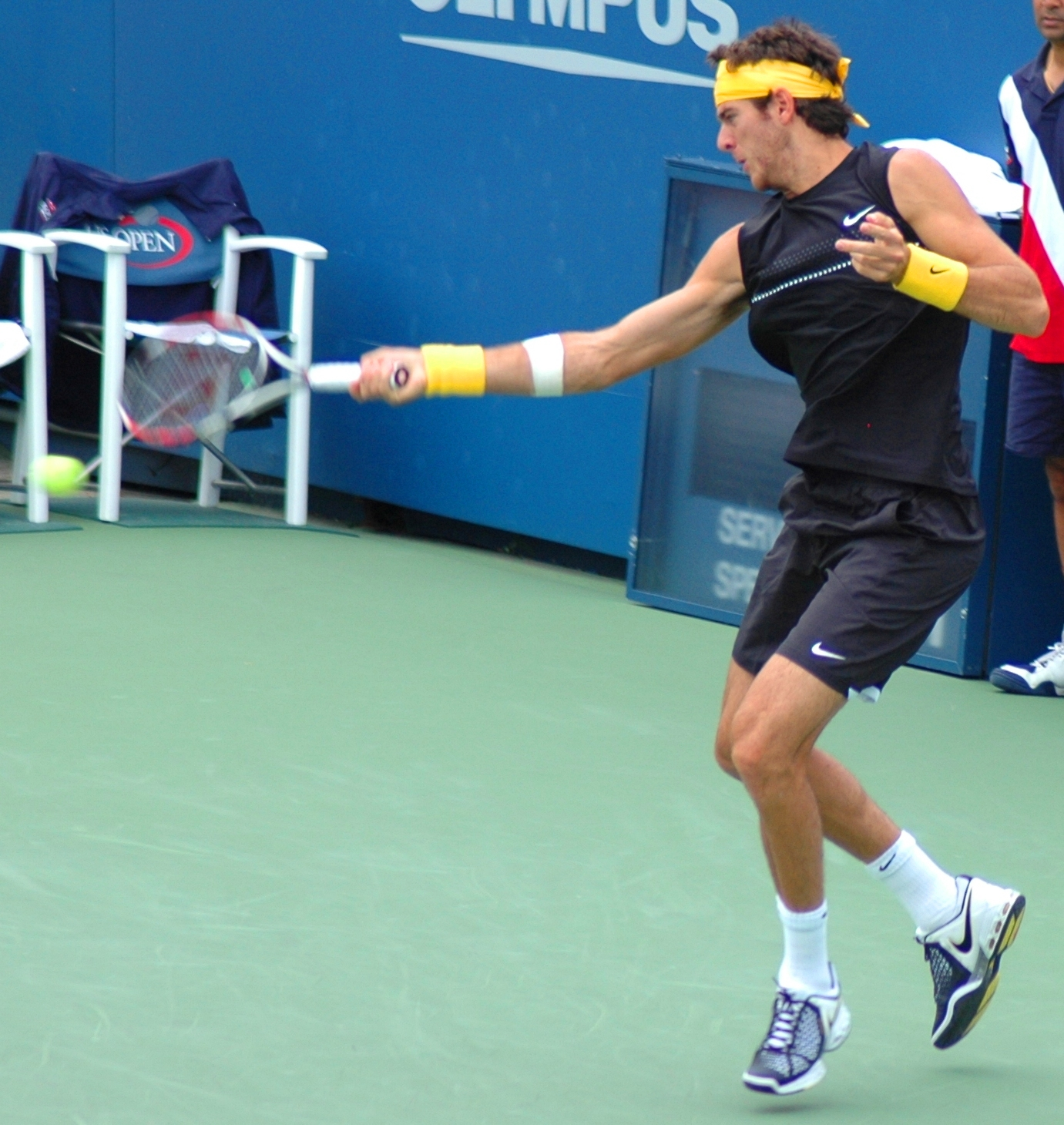
Del Potro agli Us Open 2009

A gennaio conquista l'Heineken Open di Auckland superando in finale Sam Querrey con un doppio 6-3. All'Australian Open raggiunge ancora i quarti di finale, raccogliendo però solo tre giochi contro Roger Federer. Si ferma ai quarti anche nei successivi tornei statunitensi di San Jose, Memphis e Indian Wells. In quest'ultimo viene eliminato in due set dal nº1 del mondo Rafael Nadal, sul quale si prende la rivincita la settimana dopo nei quarti di Miami battendolo 6-4, 3-6, 7-6; in semifinale perde in tre set da Andy Murray e a fine torneo sale alla quinta posizione del ranking. Agli Internazionali d'Italia raggiunge i quarti di finale, dove viene sconfitto per 6-3, 6-4 da Novak Đoković. Al Masters 1000 di Madrid elimina nei quarti Andy Murray e in semifinale viene nuovamente sconfitto da Federer.
Non perde alcun set nei primi tre turni del Roland Garros; ne cede uno negli ottavi a Tsonga e nei quarti lascia solo nove giochi a Robredo. Raggiunge così la sua prima semifinale nello Slam parigino e viene eliminato in cinque set da Federer, che lo batte per la quarta volta in stagione e conquisterà il suo unico titolo al Roland Garros. Con questi risultati l'argentino conferma di essere competitivo anche sulla terra battuta e legittima la quinta posizione del ranking. A Wimbledon viene nettamente sconfitto al secondo turno da Lleyton Hewitt, dimostrando di avere ancora poca confidenza con la superficie erbosa. La settimana dopo le sue vittorie nei due singolari nella sfida con la Repubblica Ceca non sono sufficienti per accedere alle semifinali di Davis.
Inizia la stagione nordamericana confermandosi campione al Washington Open, battendo nella finale Andy Roddick in tre set e dando il via a una striscia di diciotto vittorie inframmezzate da una sola sconfitta subita in finale alla Canadian Open di Montréal. Al torneo canadese, dopo avere eliminato nei quarti il campione uscente Rafael Nadal con il punteggio di 7-6, 6-1 e in semifinale Andy Roddick per 4-6, 6-2, 7-5, viene sconfitto in finale da Andy Murray per 6-7, 7-6, 6-1. Salta il Masters di Cincinnati per prepararsi agli US Open, dove vince il suo primo titolo dello Slam. Nei primi due turni supera senza cedere alcun set Juan Mónaco e Jürgen Melzer, perde il primo set del torneo contro Daniel Köllerer e al quarto turno concede nove giochi a Juan Carlos Ferrero. Nei quarti supera Marin Čilić e batte in semifinale con un triplo 6-2 la testa di serie nº 3 Rafael Nadal. Trionfa in finale contro il numero uno mondiale Roger Federer, che lo aveva sconfitto in tutti e sette gli incontri precedenti e aveva vinto le ultime cinque edizioni del torneo; la battaglia di oltre quattro ore si conclude con il punteggio di 3-6, 7-6, 4-6, 7-6, 6-2. È il primo nome nuovo ad aggiudicarsi una prova dello Slam dopo che le precedenti diciotto erano state dominate dai Big Three Nadal, Đoković e Federer.
Non riesce a esprimersi al meglio nei successivi tornei, ma torna in forma in concomitanza della Masters Cup di Londra; perde da Murray in tre set il primo incontro di round robin e al secondo supera Verdasco, si guadagna l'accesso alle semifinali battendo ancora una volta Roger Federer, questa volta per 6-2, 6-7, 6-3, e migliora il risultato conseguito nell'edizione del 2008. In semifinale elimina Soderling vincendo il set decisivo al tiebreak e viene sconfitto in finale da Nikolaj Davydenko per 6-3, 6-4, chiudendo la grande stagione al 5º posto del ranking.

### 2010: 4º nel ranking, primo grave infortunio e crollo in classifica

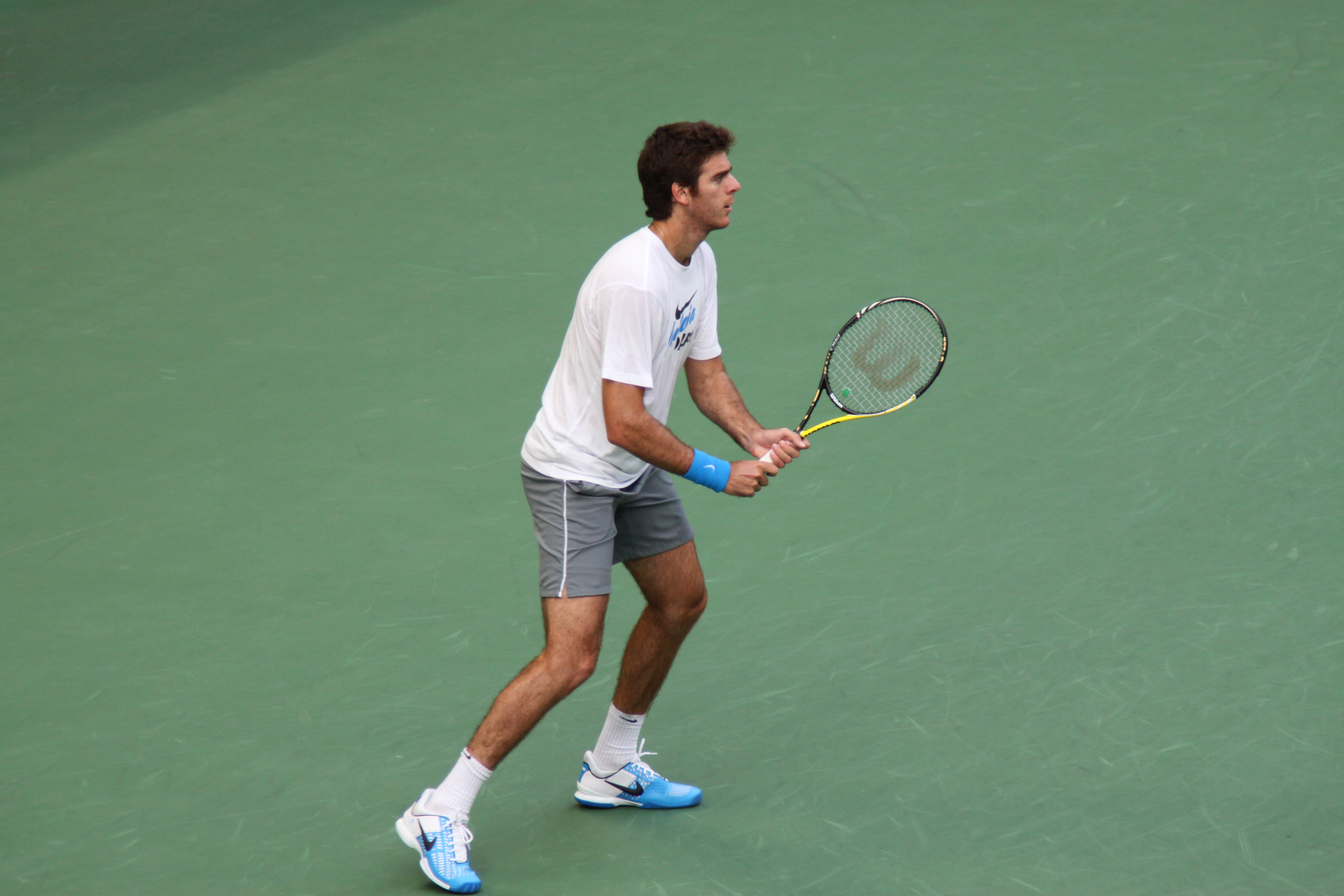
Del Potro al Japan Open 2010

Non affronta la nuova annata nelle migliori condizioni fisiche ma l'11 gennaio raggiunge il 4º posto nella classifica mondiale, suo nuovo best ranking. Fa il suo debutto stagionale all'Australian Open e viene eliminato al quarto turno da Marin Čilić in cinque set. Un dolore al polso destro lo costringe a stare lontano dai campi per lungo tempo e a maggio si sottopone a un intervento chirurgico. Non partecipa agli US Open, perde i 2000 punti conquistati con la vittoria del 2009 e scende in un colpo solo dalla 10ª posizione del ranking ATP alla 34ª.
Rientra a fine settembre per il torneo di Bangkok e perde al primo turno dal nº 78 ATP Olivier Rochus, la settimana dopo perde di nuovo al primo turno a Tokyo, questa volta contro Feliciano López. Saranno gli ultimi tornei dell'anno, il male al polso lo costringe a un nuovo stop e terminerà la stagione in 258ª posizione, dopo aver perso anche i punti delle ATP World Tour Finals del 2009.

### 2011: risalita, due titoli ATP, nº11 del ranking e finale di Davis

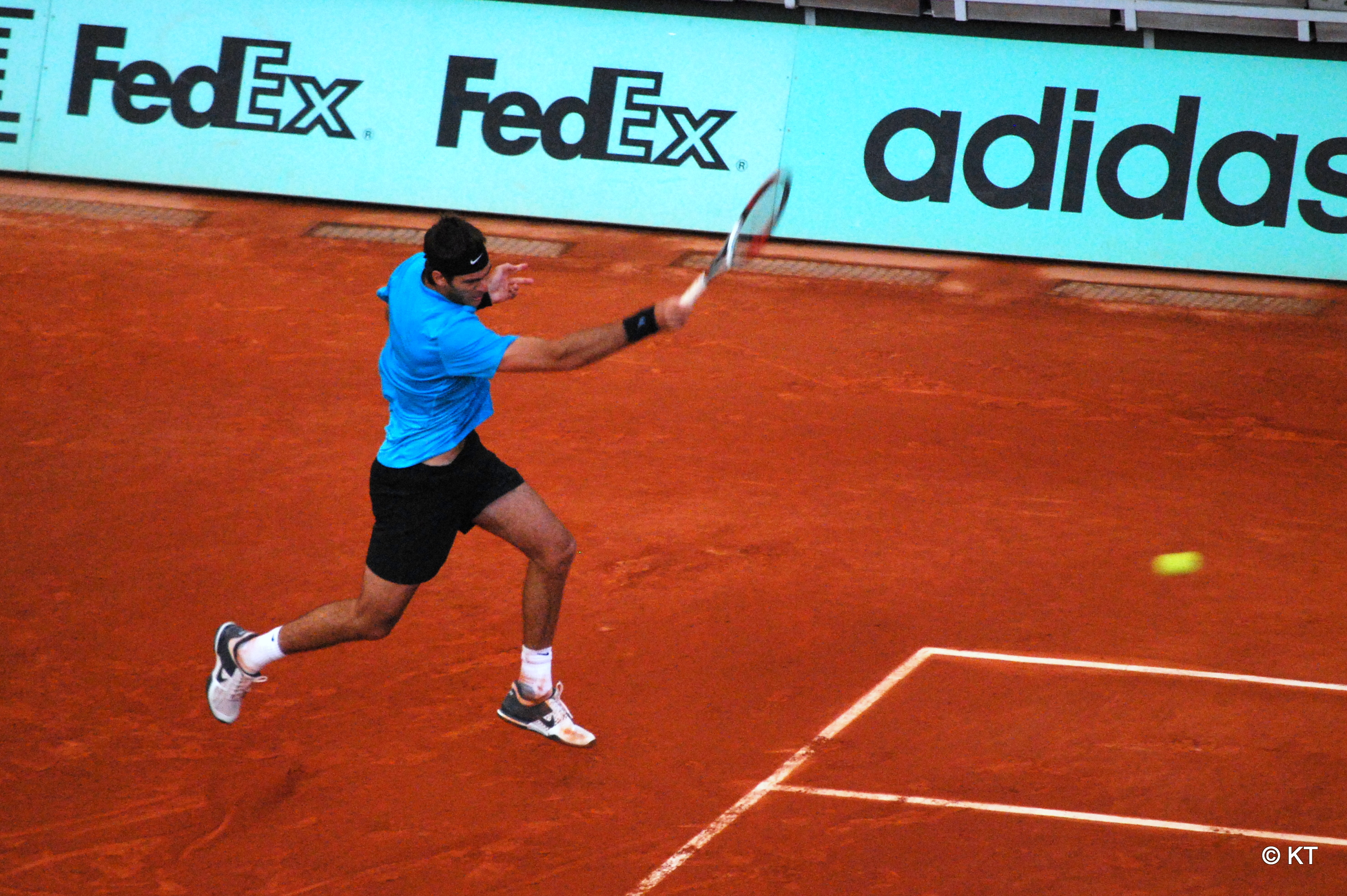
Del Potro all Roland Garros 2011.

Nel 2011 ottiene subito una wild card per partecipare al Medibank International, dove affronta di nuovo Feliciano López con cui aveva perso l'ultimo match disputato a Tokyo. Contro lo spagnolo ritrova le vittoria in un incontro ATP dopo quasi un anno, ma ancora lontano della forma verrà sconfitto dal tedesco Florian Mayer al secondo turno. La settimana successiva, usufruendo del protected ranking, entra nel tabellone principale degli Australian Open, dove viene sconfitto al secondo turno da Marcos Baghdatis. Perde così ulteriori punti in classifica mondiale e si trova in 485ª posizione.
Dopo le semifinali perse a San Jose e a Memphis il 27 febbraio torna a vincere un torneo ATP a Delray Beach, imponendosi in finale su Janko Tipsarević per 6-4 6-4. Continua a risalire la china arrivando in semifinale all'Indian Wells Masters, che perde in due set contro il nº1 al mondo Nadal. Al successivo Masters di Miami non va oltre il quarto turno. Inizia la stagione europea sulla terra rossa vincendo il secondo torneo stagionale all'Estoril Open, battendo in finale Fernando Verdasco con un secco 6-2 6-2. Al Madrid Masters si ritira prima di affrontare al terzo turno Nadal. Si ripresenta dopo due settimane all'Open di Francia, dove affronta al terzo turno il numero 2 del mondo Novak Đoković e nonostante disputi una partita di alto livello perde 6-3, 3-6, 6-3, 6-2.
Qualche settimana dopo ottiene il suo miglior risultato sull'erba di Wimbledon arrivando agli ottavi di finale, battendo tra gli altri il francese numero 16 del seeding Gilles Simon in tre set. Nonostante disputi un'altra partita di grandissimo livello, si arrende in quattro set al numero 1 del mondo Rafael Nadal, perdendo 7–6(6), 3-6, 7–6(4), 6-4. Perde al secondo turno in entrambi i Masters 1000 di Montreal e Cincinnati. Ai successivi Open degli Stati Uniti viene eliminato al terzo turno dal francese Gilles Simon in quattro set.
Subito dopo vince entrambi i singolari nella semifinale di Coppa Davis contro la Serbia, approfittando nel secondo del ritiro per infortunio del numero 1 del mondo Novak Đoković, regalando così il punto decisivo all'Argentina. È quindi costretto a fermarsi 6 settimane per problemi fisici. Torna nel circuito nei tornei indoor e raggiunge la finale nel Vienna Open di Vienna, dove viene sconfitto da Jo-Wilfried Tsonga 7–6(5), 3-6, 4-6. Subito dopo esce in semifinale a Valencia e dopo tre settimane di pausa perde entrambi i singolari contro Ferrer e Nadal nella finale di Davis, che gli spagnoli vincono per 3-1. I risultati del 2011 gli valgono il premio annuale per il maggior numero di posizioni recuperate nella classifica ATP, che chiude a fine anno all'11º posto.

### 2012: medaglia di bronzo alle Olimpiadi e rientro nella top 10

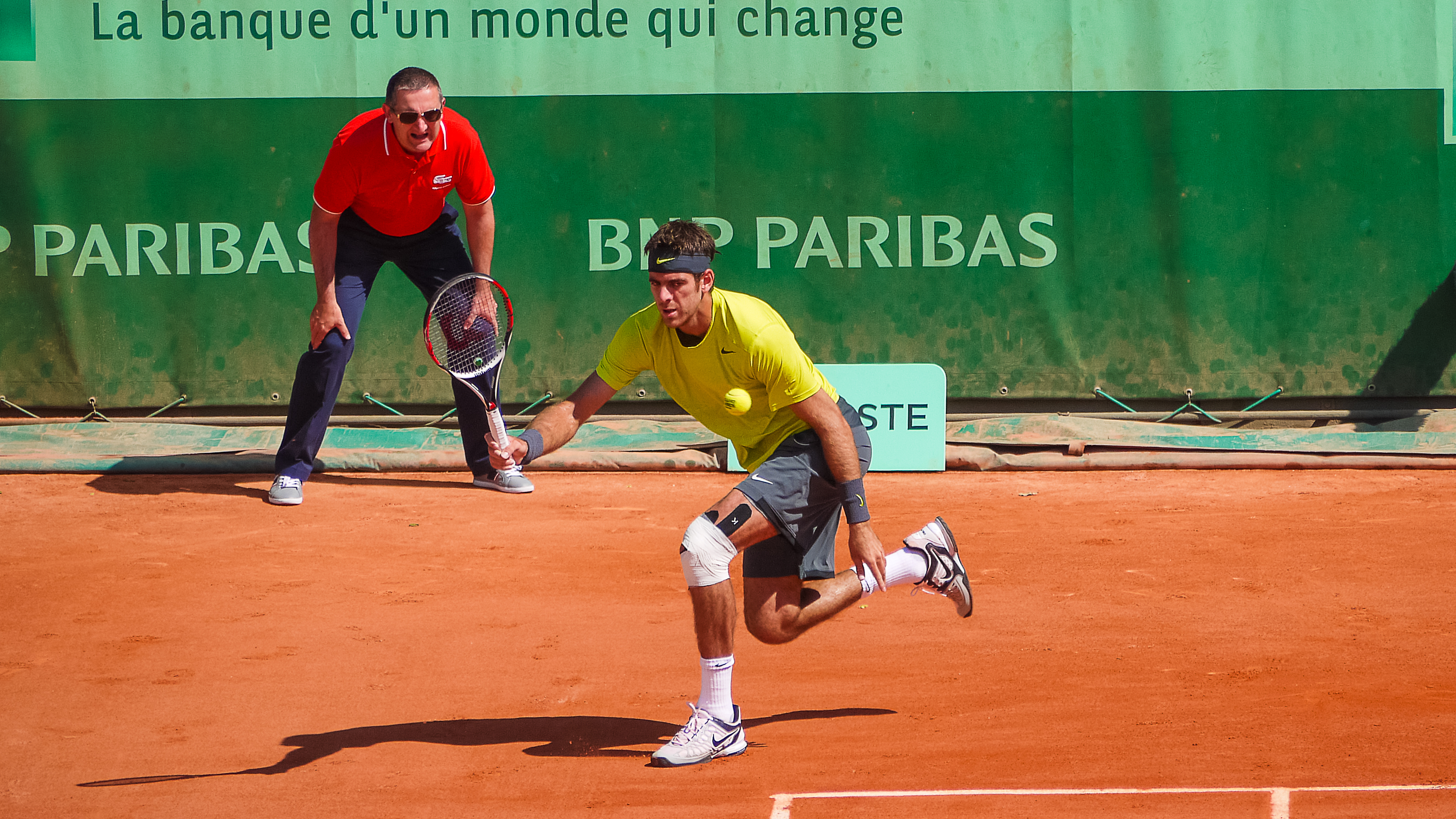
Del Potro all Roland Garros 2012.

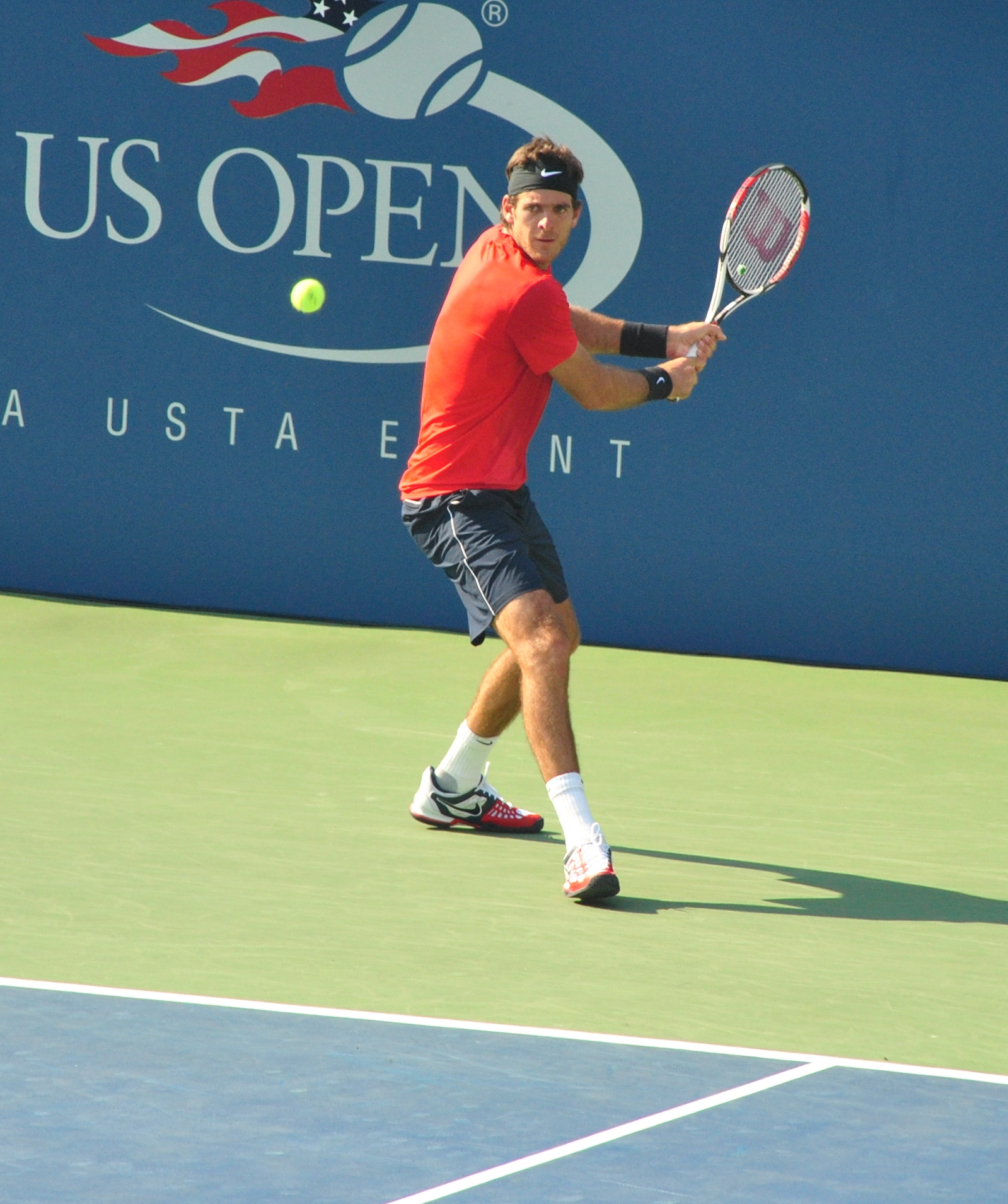
Del Potro agli Us Open 2012.

Del Potro aveva chiuso il 2011 in una forma fisica non esaltante ma nonostante ciò agli Australian Open riesce ad arrivare ai quarti di finale, battuto poi da Roger Federer 6-4, 6-3, 6-2. Rientra nei top ten il 5 marzo, insediandosi al nono posto. Viene battuto dal numero 7 David Ferrer agli ottavi di Wimbledon.
È comunque un anno di duri allenamenti e le cose cambiano ai Giochi olimpici 2012, dove sembra ritrovare la forma che aveva perso da molto tempo. Arriva infatti alle semifinali dove si arrende a Roger Federer per 6-3, 6-7, 17-19, giocando quella che viene definita da molti tennisti e giornalisti la partita dell'anno, essendo stata la più lunga partita al meglio dei tre set della storia (finita dopo quattro ore e 26 minuti di gioco); non mancano gli elogi al tennista argentino, che sembra tornato alla forma del 2009. Nonostante la faticosa semifinale nella finale per la medaglia di bronzo supera il numero 2 del mondo Novak Đoković in due set 7-5, 6-4, conquistando così il terzo posto e la prima medaglia olimpica nella storia del tennis argentino. Sempre ai Giochi Olimpici si ferma ai quarti di finale del doppio misto in coppia con Gisela Dulko.
Al Cincinnati Masters raggiunge la semifinale dove perde contro lo stesso Đoković, anche a causa di problemi al polso. In ottobre vince due titoli di fila, l'Vienna Open su Grega Žemlja e lo Swiss Indoors Basel sconfiggendo in casa Roger Federer, con gli ultimi due set finiti al tie-break.
Inizia male le ATP World Tour Finals perdendo la prima partita contro lo spagnolo David Ferrer per 3-6, 6-3, 4-6. Nella seconda partita batte Janko Tipsarević in due set, concedendo soltanto quattro game nel secondo parziale. Nell'ultimo incontro del round robin, del Potro supera al terzo set il numero 2 del mondo Federer e accede alla semifinale, dove perde contro il numero 1 Novak Đoković per 6-4, 3-6, 2-6. Chiude l'anno in settima posizione del ranking mondiale.

### 2013: semifinale a Wimbledon
Agli Australian Open esce al terzo turno contro Chardy. Il 17 febbraio vince il Rotterdam ABN AMRO, senza perdere alcun set in tutto il torneo, battendo in finale Julien Benneteau per 7-6, 6-3. Esce ai quarti di finale all'Open di Marsiglia per mano di Gilles Simon, e perde la semifinale a Dubai contro Novak Đoković. Al Masters 1000 di Indian Wells sconfigge ai quarti Andy Murray e in semifinale lo stesso Đoković, uscendo poi sconfitto per 4-6, 6-3, 6-4 nel match decisivo contro Nadal. Dopo essere stato eliminato al secondo turno a Masters di Montecarlo, un'infezione virale lo costringe a saltare il resto della stagione sulla terra rossa, rinunciando ai tornei di Madrid, Roma e al Roland Garros.

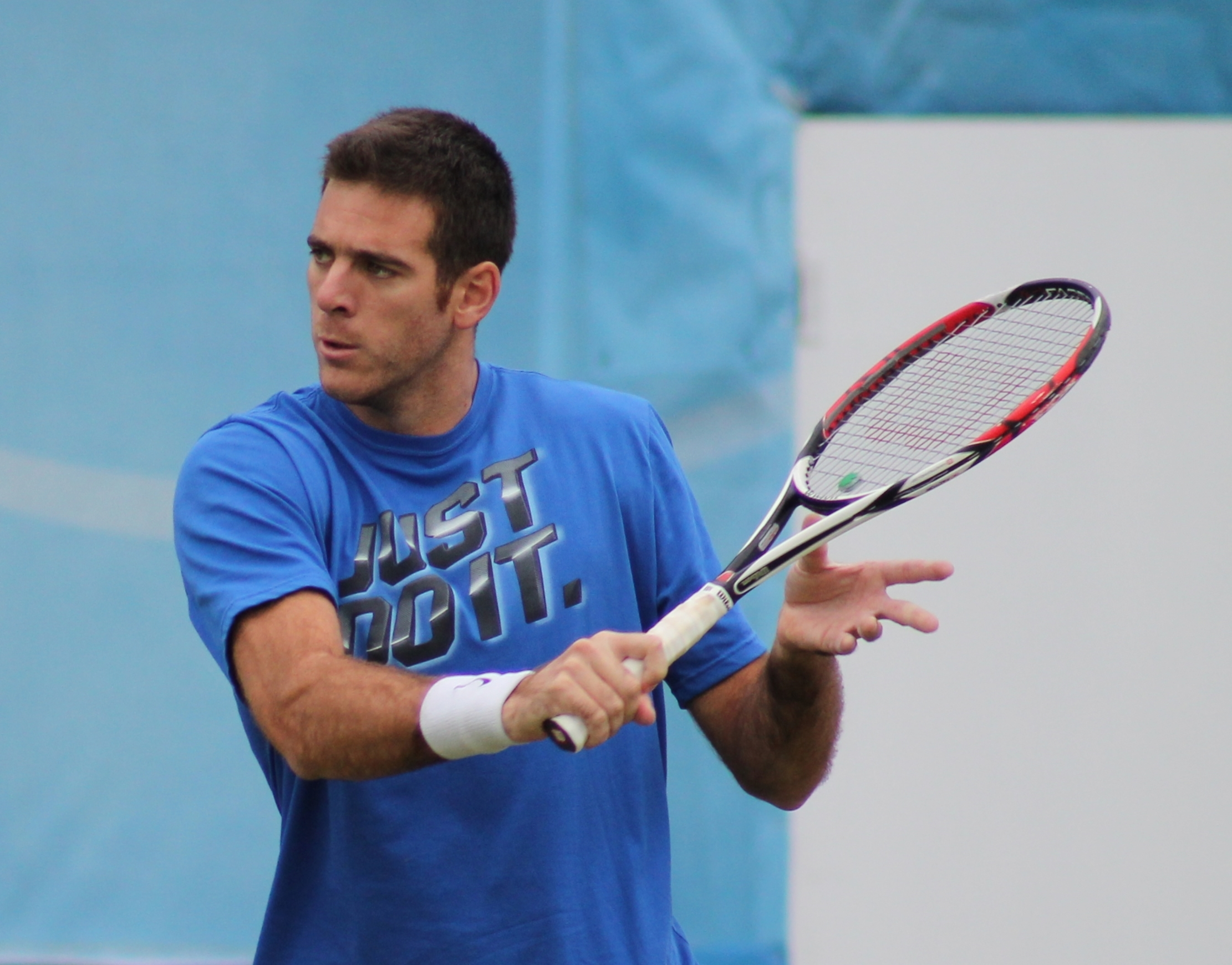
Del Potro al torneo del Queen's del 2013.

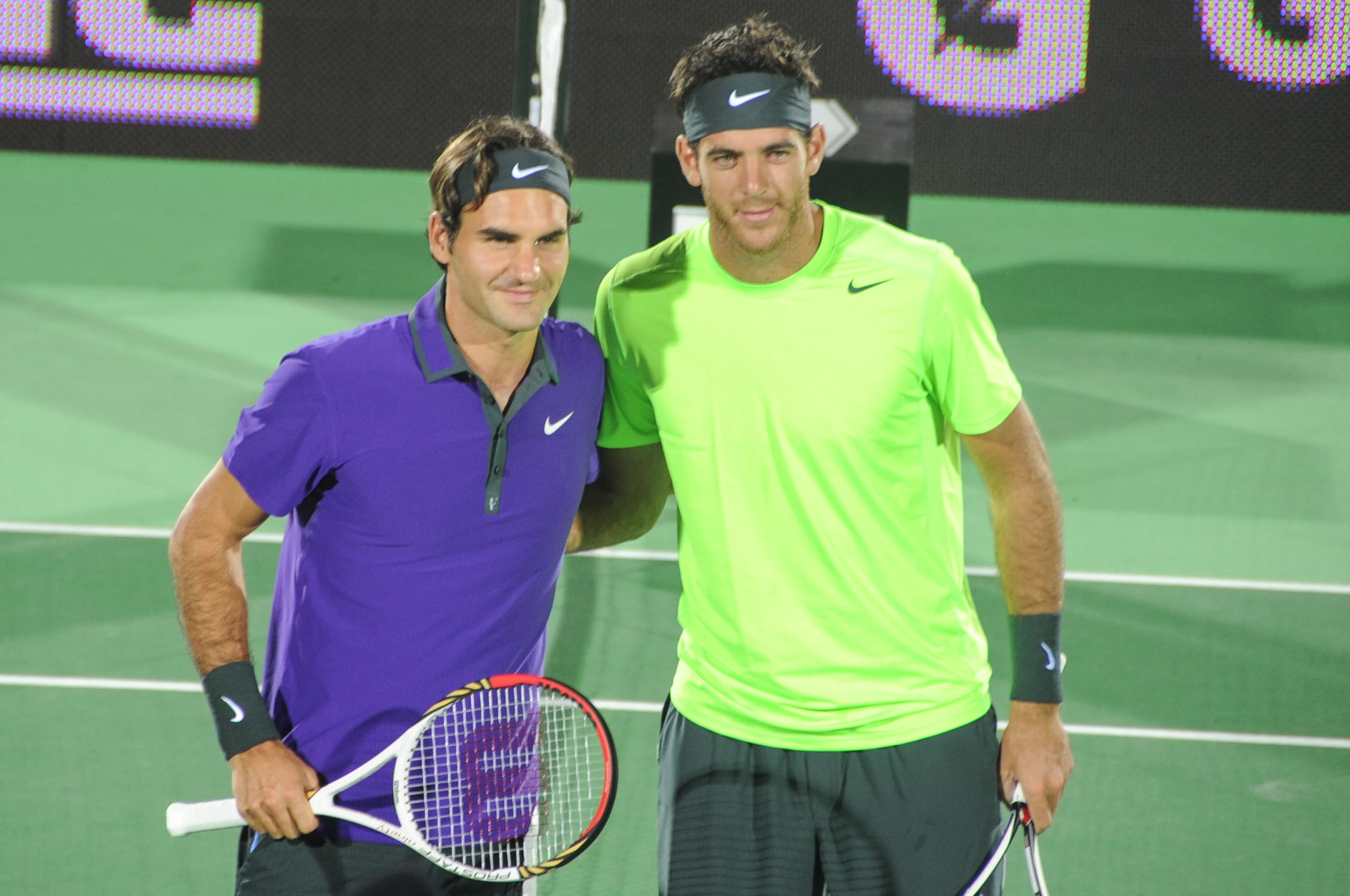
Del Potro e Roger Federer al torneo di Buenos Aires 2013

Inizia la stagione sull'erba al torneo del Queen's e viene battuto nei quarti da Lleyton Hewitt. A Wimbledon supera Ferrer nei quarti e arriva senza avere perso alcun set alla prima semifinale in carriera sull'impianto londinese. Viene sconfitto al quinto set da Đoković dopo durata quattro ore e mezzo di gioco, dopo aver annullato due match point nel tie-break del quarto set.
Inizia la tournée americana vincendo per la terza volta il torneo di Washington, battendo in semifinale Tommy Haas e in finale lo statunitense John Isner in tre set. Lo stesso Isner si prende la rivincita sconfiggendolo nella semifinale del successivo Masters 1000 di Cincinnati. Si presenta quindi agli US Open con la testa di serie numero 6, sconfiggendo al primo turno Guillermo García López e perdendo contro Lleyton Hewitt al secondo in cinque set.
A ottobre si aggiudica l'Open del Giappone, sconfiggendo nell'ordine Marcos Baghdatis, Carlos Berlocq, Aleksandr Dolhopolov, Nicolás Almagro e in finale il canadese Milos Raonic in due combattuti set. Al successivo Masters di Shanghai sconfigge Philipp Kohlschreiber, Tommy Haas, Nicolás Almagro e, per la prima volta dal trionfo agli US Open, Rafael Nadal in semifinale, per poi arrendersi al campione uscente Novak Đoković al tiebreak del terzo set. Battendo Roger Federer nella finale dell'Open di Basilea, si aggiudica il quarto trofeo stagionale. Lo svizzero si prende la rivincita battendo del Potro nei quarti del Masters di Parigi-Bercy e nel round robin delle Finali ATP, estromettendolo dalle semifinali.
Le buone prestazioni di fine stagione lo issano al quinto posto del ranking. Conclude la stagione con quattro titoli all'attivo, un bilancio di 51 vittorie e 16 sconfitte, premi vinti per un totale di 4.294.039 dollari e ottenendo il premio di sportivo argentino dell'anno. Malgrado abbia disputato una stagione positiva, dimostrando di potere battere chiunque, e sembri recuperato dal punto di vista psico-fisico, del Potro dà l'impressione di avere perso parte della sua imprevedibilità e della convinzione necessaria per potere battere i migliori tennisti nell'arco di uno stesso torneo.

### 2014-2015: operazioni al polso sinistro

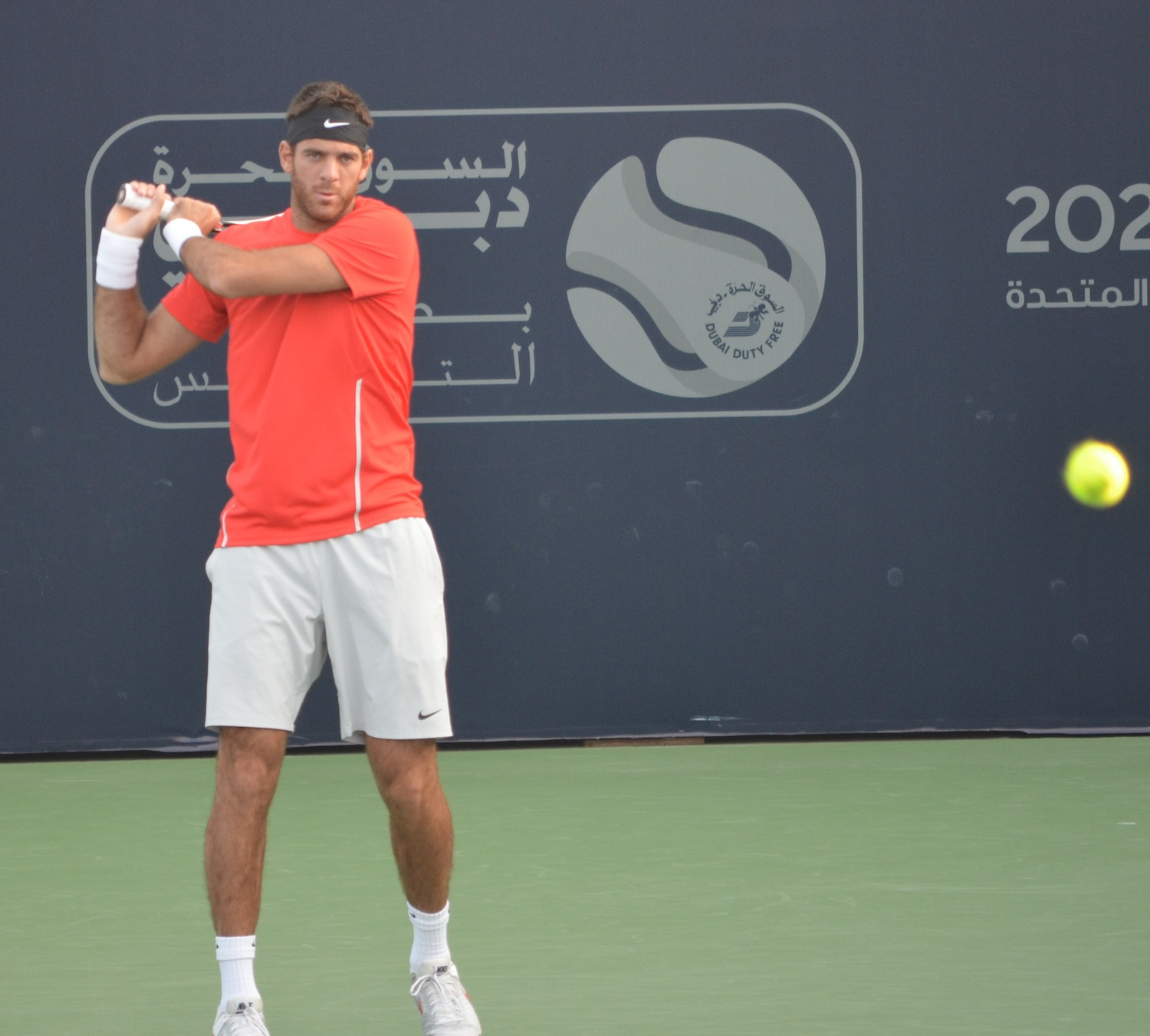
24 febbraio 2014, del Potro in campo in doppio a Dubai il giorno prima del fatale infortunio al polso

Il 2014 inizia con la vittoria nel torneo Apia International Sydney battendo in finale Bernard Tomić per 6-3, 6-1. Tre giorni dopo supera Rhyne Williams al primo turno degli Australian Open, ma esce dal torneo al secondo turno sconfitto da Roberto Bautista Agut. Perde quindi da Gulbis nei quarti del Torneo di Rotterdam, dove era la testa di serie numero 1. A fine febbraio si ritira per il grave acutizzarsi dell'infortunio al polso sinistro nel corso dell'incontro di primo turno ai Campionati di Dubai, dove esce dal campo in lacrime per il dolore. Il polso sinistro, che usa nel rovescio a due mani, aveva cominciato a dargli problemi nell'agosto del 2012 durante il Masters di Cincinnati e il dolore lo aveva costretto a un mese di riposo dopo la semifinale di Davis che aveva giocato nel settembre successivo. In seguito erano stati altri i problemi fisici che lo avevano afflitto e il dolore al polso si era ripresentato agli ultimi Australian Open.
La gravità della situazione costringe del Potro a operarsi a marzo e a osservare un lungo periodo di convalescenza. Rientra nel circuito nel gennaio 2015 e viene eliminato da Kukushkin ai quarti di finale a Sydney, ma il polso gli duole e si sottopone a un nuovo intervento. Il nuovo rientro avviene a fine marzo al Miami Open 2015, dove si presenta con il numero 616 nella classifica ATP, avendo perso praticamente tutti i punti accumulati a causa dell'inattività. Viene sconfitto al primo turno da Pospisil e il dolore ritorna, nel giugno 2015 si opera per la terza volta allo stesso polso. Il mese dopo, del Potro annuncia a sorpresa la fine del rapporto professionale con Davin, il coach che lo aveva allenato dal 2008.

### 2016: la rinascita, argento olimpico e vittoria in Coppa Davis

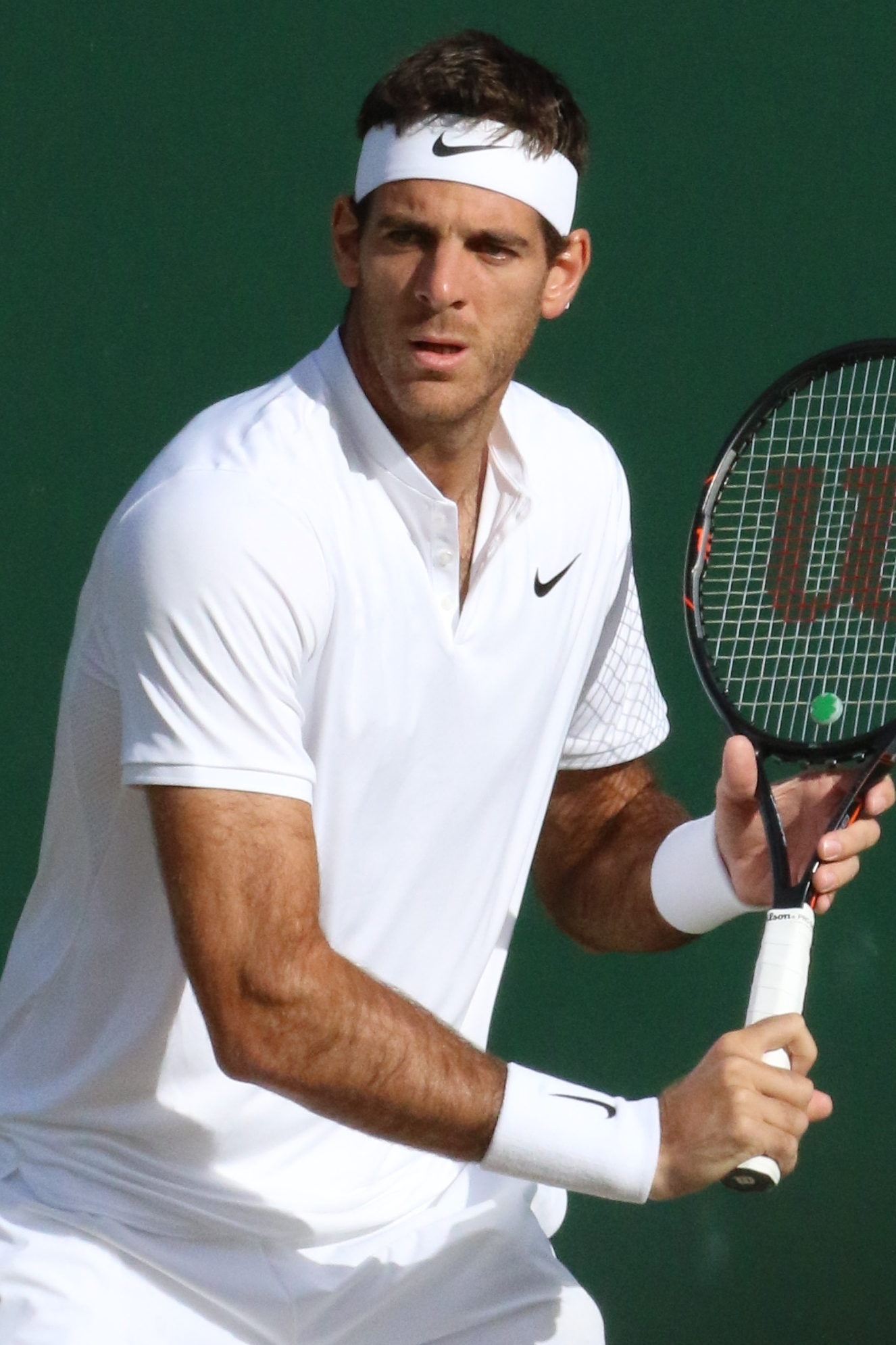
Delpo a Wimbledon nel 2016

Del Potro torna a giocare nel febbraio 2016 dopo due anni di quasi totale inattività al torneo di Delray Beach, ripartendo come numero 1045 del ranking. Supera in due set Denis Kudla, John-Patrick Smith e nei quarti Chardy, in semifinale viene eliminato in due set dal futuro campione del torneo Sam Querrey. Partecipa poi al torneo di Indian Wells, al primo turno concede solo quattro giochi a Tim Smyczek e al secondo perde in due set contro Berdych. Al successivo Master 1000 di Miami esce al secondo turno per mano di Horacio Zeballos. Apre la stagione sulla terra rossa all'Open di Monaco battendo in tre set Dustin Brown e Jan-Lennard Struff, per poi perdere in due set contro il futuro campione del torneo Philipp Kohlschreiber. Al Masters 1000 di Madrid supera al primo turno per 7-6, 6-3 l'emergente Dominic Thiem, testa di serie nº 14 e 14º nel ranking mondiale, e viene sconfitto al secondo in due set da Jack Sock. Salta quindi gli Internazionali d'Italia e il Roland Garros, concentrandosi sul Torneo di Wimbledon e sulla Coppa Davis.
Inizia la stagione sull'erba alla Mercedes cup di Stoccarda battendo nell'ordine Grigor Dimitrov, John Millman e nei quarti Gilles Simon; in semifinale deve arrendersi per la seconda volta in stagione a Kohlschreiber. Esce al primo turno del Queen's per mano di John Isner. A Wimbledon supera in tre set Stéphane Robert e desta sorpresa al secondo battendo in quattro set la testa di serie numero 4 Wawrinka, esce al turno successivo sconfitto in quattro set da Lucas Pouille. Pochi giorni dopo viene impiegato solo nel doppio nel vittorioso quarto di finale di Coppa Davis contro l'Italia, nel quale con il compagno Guido Pella sconfigge in cinque set Fabio Fognini e Paolo Lorenzi.

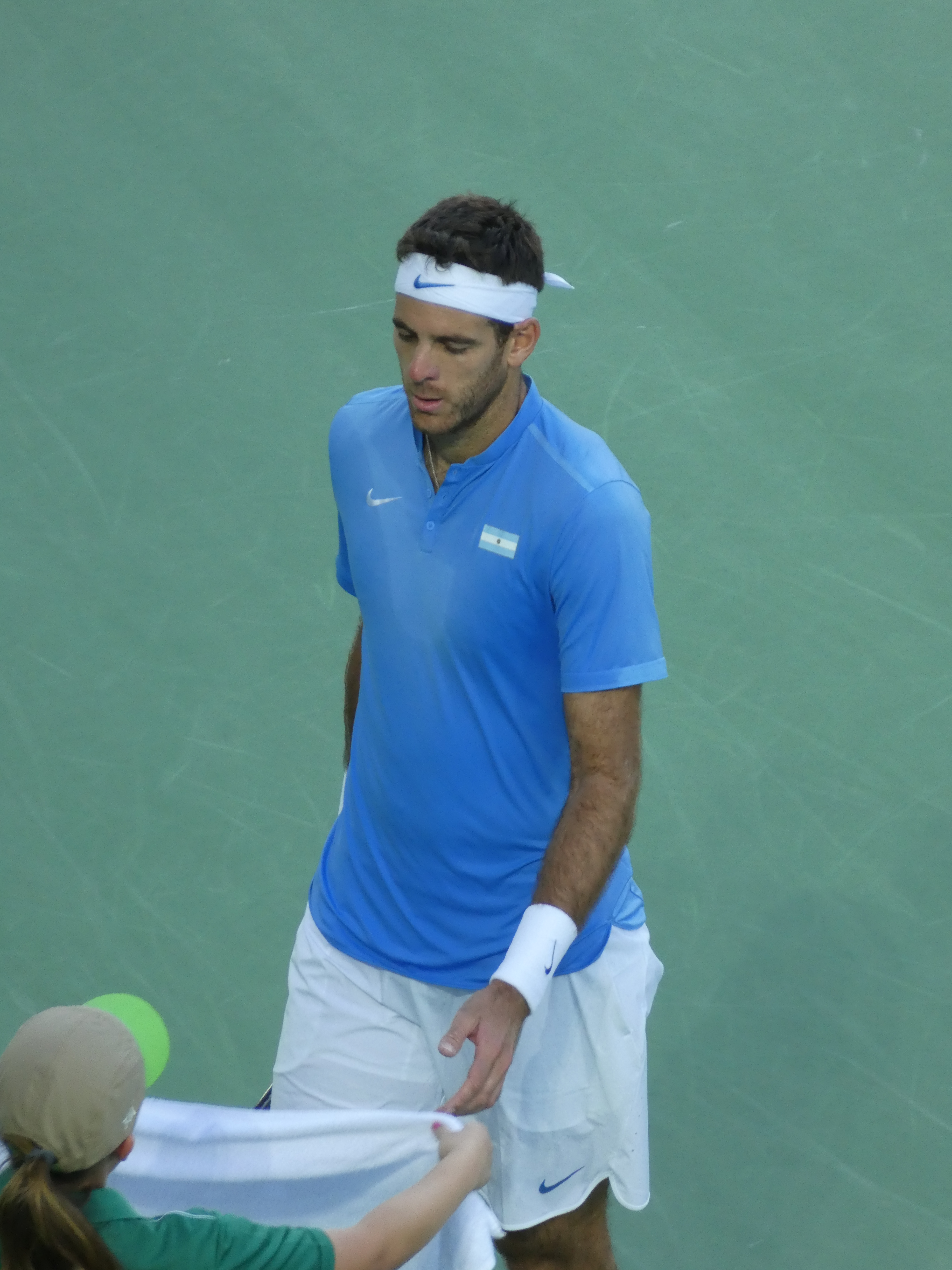
Del Potro alle Olimpiadi di Rio 2016

Al torneo olimpico di Rio 2016, del Potro torna ai vertici del tennis mondiale battendo al primo turno il numero uno del mondo Novak Đoković dopo due tie-break, al secondo João Sousa e nei quarti Tarō Daniel. In semifinale ha la meglio dopo quasi quattro ore su Rafael Nadal per 5-7, 6-4, 7-6, una vittoria definita epica sul sito della BBC. In finale perde dal campione uscente Andy Murray dopo una partita molto equilibrata durata quattro ore e 6 minuti e terminata 5-7, 6-4, 2-6, 5-7.
Battendo al quarto turno degli Us Open Dominic Thiem, del Potro torna ai quarti di finale di uno Slam dopo tre anni; la sua corsa però si ferma davanti a Stan Wawrinka che si aggiudica il match al quarto set. A fine torneo rientra tra i primi 70 al mondo. Nella semifinale di Coppa Davis di Glasgow contro la Gran Bretagna, regala il primo punto alla sua squadra prendendosi la rivincita su Andy Murray nella partita più lunga della carriera, durata 5 ore e 12 minuti e terminata 6-4, 5-7, 6-7, 6-3, 6-4. Si impone anche nel doppio in coppia con Leonardo Mayer, sconfiggendo in 4 set i fratelli Murray. Dopo le 8 ore di in cui ha giocato nelle prime due giornate, del Potro viene sostituito nel singolare decisivo dallo stesso Mayer, che piega in quattro set Daniel Evans e porta l'Argentina alla sua quinta finale di Davis.

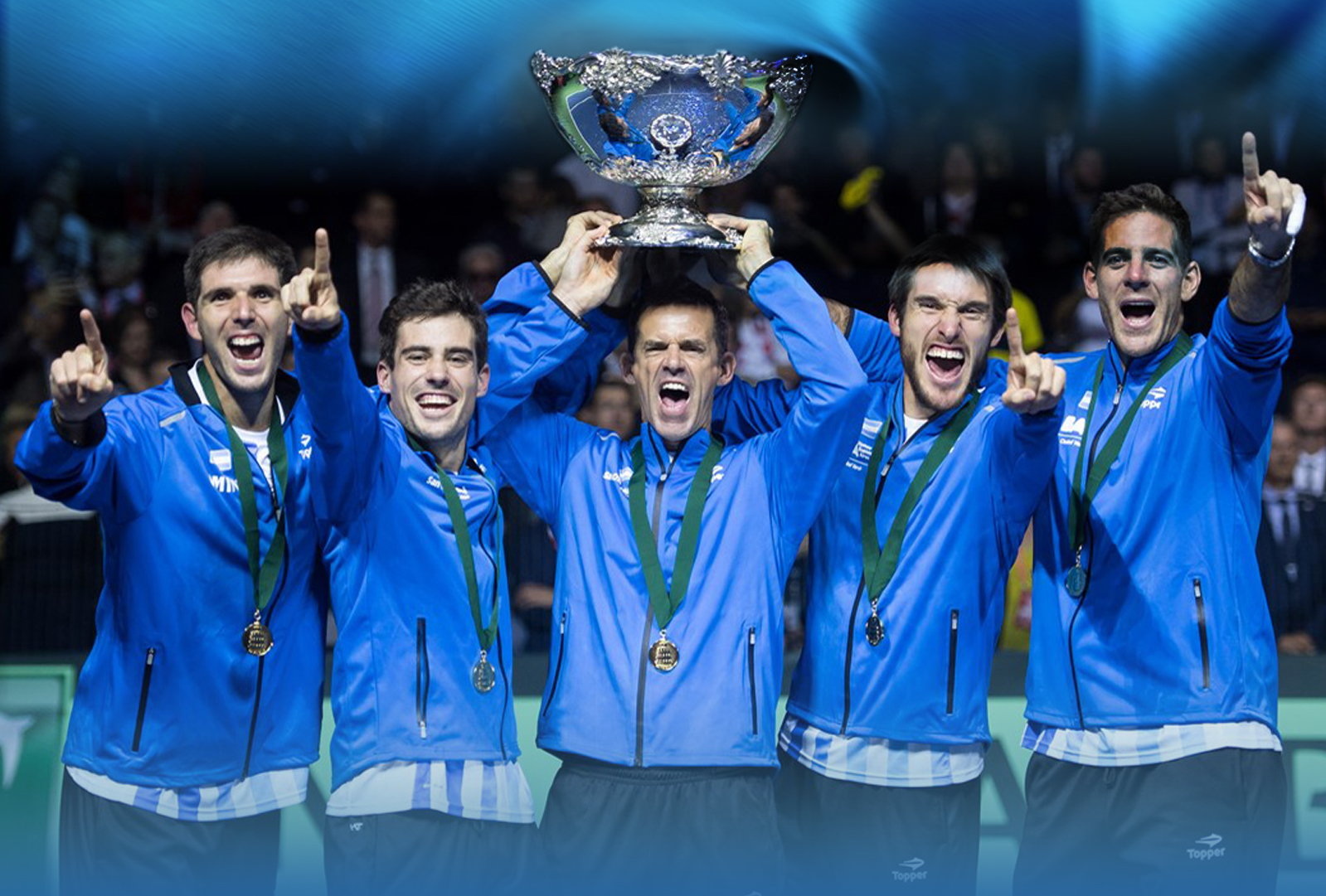
27 novembre 2016, la squadra argentina alza l'insalatiera a Zagabria

Dopo un mese di pausa, rientra a ottobre al Masters 1000 di Shanghai e viene eliminato al primo turno da David Goffin. All'ATP 250 di Stoccolma del Potro torna a vincere un torneo dopo quasi tre anni, battendo in finale Jack Sock con il punteggio di 7-5, 6-1. Al successivo ATP 500 di Basilea viene eliminato nei quarti di finale dal nº 5 ATP Kei Nishikori. A fine novembre arriva il trionfo nella Coppa Davis 2016, il primo in assoluto nella competizione per l'Argentina. Nella finale sul cemento di Zagabria regala due punti fondamentali alla sua squadra battendo prima Ivo Karlović per 6-4, 6-7, 7-5, 6-3 e quindi Marin Čilić in rimonta con il punteggio di 6-7, 2-6, 7-5, 6-4, 6-3. Perde il doppio in coppia con Mayer, ma l'Argentina si aggiudica la sua prima insalatiera grazie al successo in tre set di Federico Delbonis su Karlović. Del Potro chiude alla 38ª posizione del ranking ATP una grande annata, nella quale ha sconfitto Andy Murray, Novak Đoković, Rafael Nadal, Marin Čilić, Dominic Thiem, Stan Wawrinka, David Ferrer e altri top 10.

### 2017: semifinale agli US Open
Inizia la nuova stagione al torneo di Delray Beach e dopo avere eliminato Kevin Anderson e il detentore del titolo Sam Querrey in semifinale perde contro il nº 4 ATP Milos Raonic. Questi risultati lo proiettano al 32º posto del ranking ATP, il suo miglior piazzamento dopo il rientro dall'infortunio al polso. Al successivo ATP 500 di Acapulco si arrende al secondo turno dopo una grande partita contro Novak Đoković. Al Masters 1000 di Indian Wells batte al primo turno Federico Delbonis e al secondo perde ancora in tre set da Đoković. Al successivo Masters 1000 di Miami si presenta come testa di serie nº 29, dopo il bye al primo turno batte al secondo Robin Haase e al terzo viene sconfitto in due set dal nº 6 ATP Federer, che si aggiudicherà il torneo.
Torna in campo all'Estoril, supera Yūichi Sugita al primo turno e si ritira dal torneo a causa della morte del nonno; non partecipa al Masters 1000 di Madrid. Agli Internazionali d'Italia batte nell'ordine Grigor Dimitrov, Kyle Edmund e Kei Nishikori, e ai quarti raccoglie solo cinque giochi contro Đoković. Riceve una wildcard per il nuovo torneo di Lione e al secondo turno viene eliminato da Elias. Al Roland Garros si arrende in tre set al terzo turno al nº 1 del mondo Andy Murray. A Wimbledon elimina al primo turno Thanasi Kokkinakis e viene sconfitto al secondo da Ernests Gulbis.
Torna in campo a Washington, dove aveva vinto le ultime tre edizioni a cui aveva partecipato, e al terzo turno viene eliminato da Kei Nishikori. A Montreal elimina al primo turno John Isner e al secondo viene battuto in due set dalla sorpresa del torneo Denis Shapovalov. A Cincinnati sconfigge Tomáš Berdych e Mitchell Krueger prima di arrendersi nel terzo turno a Grigor Dimitrov. Nei primi turni degli Us Open elimina in tre set Henri Laaksonen, Adrián Menéndez Maceiras e la testa di serie n° 11 Roberto Bautista Agut. Negli ottavi rimonta due set a Dominic Thiem, salva due match point nel quarto set, e vince 6-4 il quinto set dopo tre ore e mezza di gioco. Nei quarti di finale elimina in quattro set Roger Federer e perde la semifinale contro la testa di serie n° 1 Rafael Nadal per 6-4, 0-6, 3-6, 2-6.
In ottobre Federer si prende la rivincita nella semifinale dello Shanghai Masters su del Potro, che aveva battuto al terzo turno la rivelazione stagionale e n° 4 ATP Alexander Zverev. La settimana dopo si conferma campione allo Stockholm Open sconfiggendo in finale Grigor Dimitrov con il punteggio di 6–4, 6–2. Subito dopo è di scena allo Swiss Indoors di Basilea, supera in semifinale il n° 4 ATP Marin Čilić e viene sconfitto in finale dall'idolo di casa Federer per 6-7, 6-4, 6-3. La sconfitta nei quarti del Paris Masters contro John Isner a novembre gli pregiudica l'accesso alle ATP Finals 2017. Chiude la positiva stagione all'11º posto del ranking.

### 2018: 3º nel ranking, primo Masters 1000 e infortunio al ginocchio
Inizia il 2018 arrivando in finale a Auckland e perde in tre set da Roberto Bautista Agut, risultato che gli consente di rientrare tra i primi 10 del ranking dai quali era uscito nell'agosto 2014. Agli Australian Open si ferma al terzo turno, sconfitto in tre set dal nº 20 ATP Tomáš Berdych. Si riscatta vincendo l'ATP 500 di Acapulco dove batte nei quarti il nº 6 ATP Thiem, in semifinale il nº 5 Alexander Zverev e in finale il nº 8 Anderson per 6-4, 6-4. Due settimane dopo vince il suo primo Masters 1000 in carriera a Indian Wells battendo in finale il nº 1 al mondo Federer con il punteggio di 6-4, 6-7, 7-6, dopo avere salvato tre match-point, e a fine torneo si trova al 6º posto del ranking. Il buon momento di forma prosegue al successivo Miami Masters, dove viene sconfitto in semifinale da John Isner, che si aggiudicherà a sua volta il suo primo Masters 1000 in carriera battendo in finale Alexander Zverev.
Salta la prima parte della stagione europea e rientra al Masters 1000 di Madrid perdendo a sorpresa al terzo turno contro il nº 95 ATP Dušan Lajović. Ai successivi Internazionali d'Italia sconfigge l'emergente Stefanos Tsitsipas, reduce dalla finale persa a Barcellona contro Nadal, e si ritira durante il successivo incontro con David Goffin per un dolore all'inguine. Al Roland Garros supera nell'ordine Mahut, Benneteau, Ramos Viñolas e il nº 10 ATP Isner; nei quarti ha la meglio sul nº 4 Čilić e in semifinale Nadal gli concede sette soli giochi. Questi risultati gli permettono di eguagliare il suo best ranking al nº 4 del mondo. Torna in campo a Wimbledon e batte in tre set Gojowczyk, López e Paire. Concede un set al quarto turno a Simon e nei quarti viene di nuovo eliminato da Nadal cedendo 4-6 nel quinto set, definito da Murray il più bello a cui abbia assistito dal vivo.
Inizia la trasferta americana all'ATP 250 di Los Cabos e perde la finale contro Fabio Fognini per 4–6, 2-6. Nonostante il dolore al polso che gli fa rinunciare al successivo Masters 1000 di Toronto, a fine torneo ritocca il proprio best ranking diventando il nº 3 della classifica mondiale. Al Cincinnati Masters supera Chung Hyeon e Nick Kyrgios prima di cedere nei quarti di finale a David Goffin. Ai primi turni degli US Open elimina in tre set Donald Young, Denis Kudla, Fernando Verdasco, e Borna Ćorić. Nei quarti sconfigge in quattro set il padrone di casa John Isner e accede alla seconda semifinale consecutiva nel torneo. Opposto al nº 1 al mondo Nadal, vince i primi due set e un infortunio al ginocchio costringe al ritiro lo spagnolo consentendo a del Potro di accedere alla sua seconda finale di uno Slam, nove anni dopo quella vinta contro Federer. All'atto decisivo viene battuto 3-6, 6-7, 3-6 da Novak Đoković, protagonista di una grande stagione dopo l'infortunio che l'aveva costretto a una lunga pausa e a ripartire dalla 22ª posizione del ranking. Dopo tre settimane del Potro arriva in finale al China Open di Pechino senza perdere alcun set e viene sconfitto a sorpresa da Nikoloz Basilašvili per 4-6, 4-6. Durante lo Shanghai Masters si frattura la rotula ed è costretto a chiudere in anticipo la stagione, che lo vede a fine anno al 5º posto del ranking.

### 2019-2024: operazioni al ginocchio, lungo stop e annuncio del ritiro
Salta gli Australian Open e torna in campo a febbraio nell'ATP 250 di Delray Beach, dove perde al terzo turno contro Mackenzie McDonald. Persistenti dolori al ginocchio infortunato lo costringono a dare forfait per i successivi impegni, in particolare ad Acapulco e all'Indian Wells Masters, dove era campione uscente e non può così difendere i punti conquistati. Rientra nel circuito in maggio con l'8ª posizione del ranking ATP e al primo incontro del Madrid Masters viene eliminato in tre set dall'emergente Laslo Đere. Agli Internazionali d'Italia giunge per la terza volta ai quarti di finale eliminando in due set David Goffin e Casper Ruud. A negargli l'accesso in semifinale è il n°1 del mondo Novak Đoković, che lo sconfigge in tre set dopo tre ore di gioco e dopo avere salvato due match-point nella seconda partita.
Al Roland Garros arriva agli ottavi e cede in quattro set a Karen Chačanov, che grazie a questo successo entra nei top 10 del ranking relegando del Potro al 12º posto. Il debutto stagionale sull'erba avviene al Queen's di Londra, e dopo avere battuto al primo turno Shapovalov gli viene riscontrata la frattura della rotula già rotta in ottobre a Shanghai, che lo costringe all'ennesimo intervento chirurgico.
Nel gennaio 2020 deve sottoporsi a un'altra operazione al ginocchio; torna in campo per gli allenamenti in luglio ma sente ancora fastidio e in agosto opera il ginocchio per la terza volta. La nuova convalescenza e le terapie seguite si rivelano insufficienti e nel marzo 2021 si sottopone al quarto intervento chirurgico. Rientra a giocare nel circuito l'8 febbraio 2022 a Buenos Aires oltre 31 mesi dopo l'ultimo incontro disputato, viene sconfitto al primo turno da Federico Delbonis e annuncia che potrebbe essere stato il suo ultimo match, visto il persistente dolore al ginocchio che gli impedisce di continuare.
Il 2 dicembre 2024 dà l'addio al tennis disputando all'Estadio Parque Roca di Buenos Aires un match di esibizione con Novak Đoković vinto per 6-4 7-5 in due ore di gioco.

## Caratteristiche tecniche

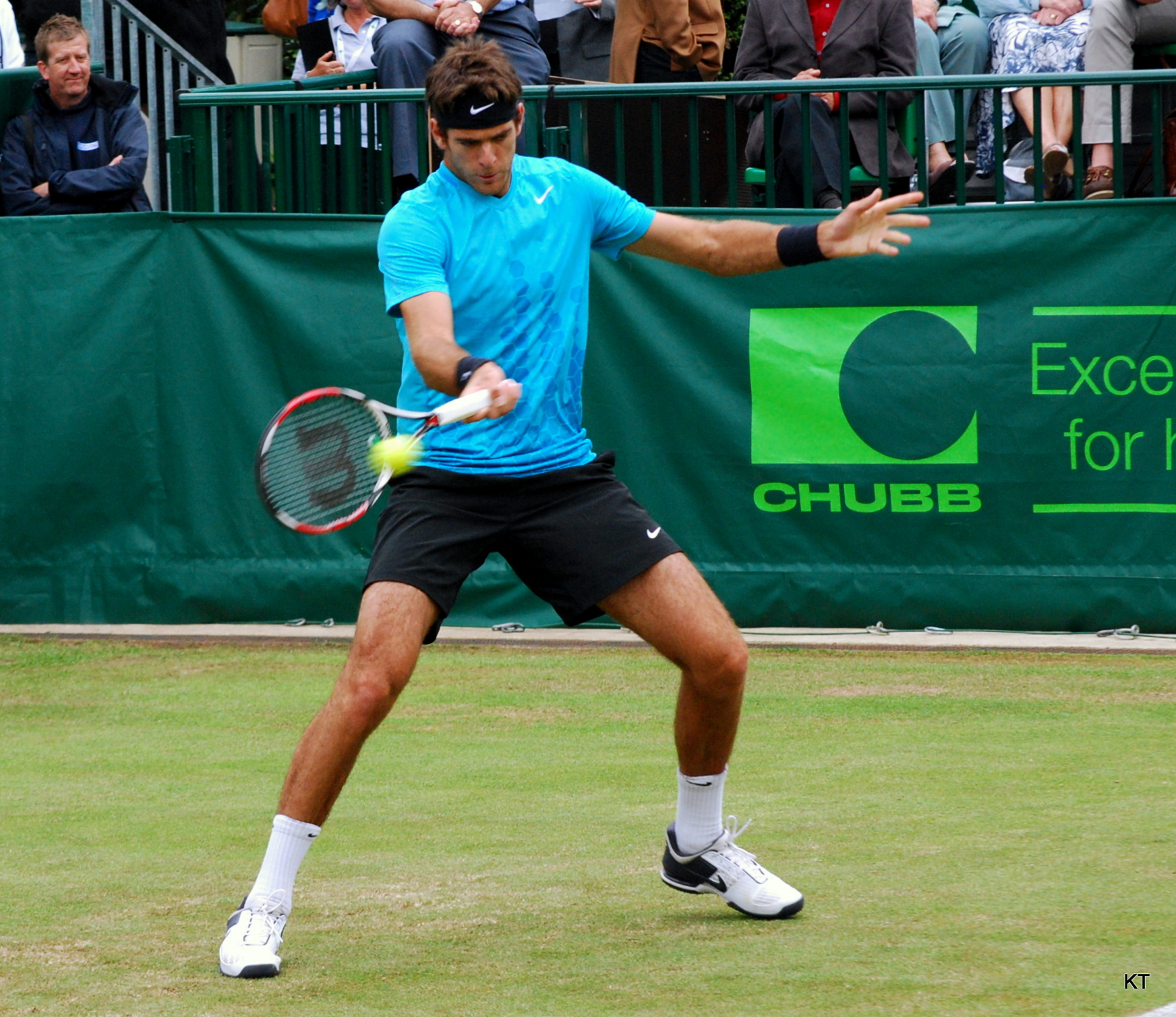
Il potente dritto di del Potro in posizione open stance al torneo esibizione di Boodles nel 2011

Soprannominato “la torre di Tandil” e “il Gigante Buono” per via della sua altezza e del suo carattere, Del Potro impugna la racchetta con la destra. Dotato di una prima di servizio molto potente e di una seconda solida, può essere annoverato tra i migliori battitori del circuito. La prima di servizio costituisce al tempo stesso una delle principali armi del tennista argentino, con la quale è in grado di ottenere molti punti diretti, ma anche una fondamentale fonte di gioco, che spesso gli consente di indirizzare lo scambio a proprio favore.
Nella risposta ha un buon fondamentale e, in particolare, risulta in grado di essere molto aggressivo in risposta alla seconda palla di servizio dell'avversario. Da fondo possiede un dritto molto potente, giocato a tutto braccio, che viene considerato il suo colpo migliore e uno dei più letali del circuito. Il dritto diventa particolarmente devastante quando lo esegue in open stance, con il tronco parallelo alla rete, le gambe divaricate, i piedi perpendicolari alla rete e colpendo la palla di piatto, spesso in salto, senza effetto. È comunque molto potente anche il dritto normale, che esegue con un ottimo topspin.
Il rovescio a due mani è un colpo meno solido e decisivo del diritto, eseguito di solito di piatto o in topspin, che ha subito un'involuzione dopo l'infortunio al polso della mano sinistra. Per esercitare meno pressione sui polsi lo gioca più piatto, con meno topspin e con una minore rotazione della spalla; risulta di conseguenza meno veloce, pur restando un colpo efficace. Non ha problemi con il rovescio in slice. Predilige il lungolinea piuttosto che l'incrociato e, a volte, è capace di giocare un discreto taglio. Ha dimostrato di avere anche un'ottima sensibilità, esibendosi spesso in tweener o in lob spettacolari. Si trova a suo agio sul cemento, in particolare quello degli US Open, il suo torneo preferito, ma ha avuto rendimenti altissimi su tutte le superfici.

## Statistiche

### Singolare

#### Vittorie (22)
| Legenda                                      |
| Grande Slam (1)                              |
| ATP Finals (0)                               |
| Giochi olimpici (0)                          |
| Masters Series / ATP Masters 1000 (1)        |
| International Series Gold / ATP Tour 500 (9) |
| International Series / ATP Tour 250 (11)     |

| Legenda superfici |
| Cemento (18)      |
| Terra rossa (4)   |
| Erba (0)          |

| N.  | Data              | Torneo                                 | Superficie  | Avversario in finale | Punteggio                     |
| 1.  | 13 luglio 2008    | Stuttgart Open, Stoccarda              | Terra rossa | Richard Gasquet      | 6-4, 7-5                      |
| 2.  | 20 luglio 2008    | Austrian Open Kitzbühel, Kitzbühel     | Terra rossa | Jürgen Melzer        | 6-2, 6-1                      |
| 3.  | 10 agosto 2008    | Farmers Classic, Los Angeles           | Cemento     | Andy Roddick         | 6-1, 7-6(2)                   |
| 4.  | 17 agosto 2008    | Washington Open, Washington            | Cemento     | Viktor Troicki       | 6-3, 6-3                      |
| 5.  | 17 gennaio 2009   | Auckland Open, Auckland                | Cemento     | Sam Querrey          | 6-4, 6-4                      |
| 6.  | 9 agosto 2009     | Washington Open, Washington (2)        | Cemento     | Andy Roddick         | 3-6, 7-5, 7-6(6)              |
| 7.  | 14 settembre 2009 | US Open, New York                      | Cemento     | Roger Federer        | 3-6, 7-6(5), 4-6, 7-6(4), 6-2 |
| 8.  | 27 febbraio 2011  | Delray Beach Open, Delray Beach        | Cemento     | Janko Tipsarević     | 6-4, 6-4                      |
| 9.  | 1º maggio 2011    | Estoril Open, Estoril                  | Terra rossa | Fernando Verdasco    | 6-2, 6-2                      |
| 10. | 26 febbraio 2012  | Open 13 Provence, Marsiglia            | Cemento (i) | Michaël Llodra       | 6-4, 6-4                      |
| 11. | 6 maggio 2012     | Estoril Open, Estoril (2)              | Terra rossa | Richard Gasquet      | 6-4, 6-2                      |
| 12. | 21 ottobre 2012   | Vienna Open, Vienna                    | Cemento (i) | Grega Žemlja         | 7-5, 6-3                      |
| 13. | 28 ottobre 2012   | Swiss Indoors, Basilea                 | Cemento (i) | Roger Federer        | 6-4, 6(5)-7, 7-6(3)           |
| 14. | 17 febbraio 2013  | Rotterdam Open, Rotterdam              | Cemento (i) | Julien Benneteau     | 7-6(2), 6-3                   |
| 15. | 4 agosto 2013     | Washington Open, Washington (3)        | Cemento     | John Isner           | 3-6, 6-1, 6-2                 |
| 16. | 6 ottobre 2013    | Japan Open Tennis Championships, Tokyo | Cemento     | Milos Raonic         | 7-6(5), 7-5                   |
| 17. | 27 ottobre 2013   | Swiss Indoors, Basilea (2)             | Cemento (i) | Roger Federer        | 7-6(3), 2-6, 6-4              |
| 18. | 11 gennaio 2014   | Sydney International, Sydney           | Cemento     | Bernard Tomić        | 6-3, 6-1                      |
| 19. | 23 ottobre 2016   | Stockholm Open, Stoccolma              | Cemento (i) | Jack Sock            | 7-5, 6-1                      |
| 20. | 22 ottobre 2017   | Stockholm Open, Stoccolma (2)          | Cemento (i) | Grigor Dimitrov      | 6-4, 6-2                      |
| 21. | 4 marzo 2018      | Open del Messico, Acapulco             | Cemento     | Kevin Anderson       | 6-4, 6-4                      |
| 22. | 18 marzo 2018     | Indian Wells Masters, Indian Wells     | Cemento     | Roger Federer        | 6-4, 6(8)-7, 7-6(2)           |

#### Finali perse (13)
| Legenda                                      |
| Grande Slam (1)                              |
| ATP Finals (1)                               |
| Giochi olimpici (1)                          |
| Masters Series / ATP Masters 1000 (3)        |
| International Series Gold / ATP Tour 500 (4) |
| International Series / ATP Tour 250 (3)      |

| N.  | Data             | Torneo                                 | Superficie  | Avversario in finale  | Punteggio           |
| 1.  | 5 ottobre 2008   | Japan Open Tennis Championships, Tokyo | Cemento     | Tomáš Berdych         | 1-6, 4-6            |
| 2.  | 16 agosto 2009   | Canadian Open, Montréal                | Cemento     | Andy Murray           | 7-6(4), 6(3)-7, 1-6 |
| 3.  | 29 novembre 2009 | ATP World Tour Finals, Londra          | Cemento (i) | Nikolaj Davydenko     | 3-6, 4-6            |
| 4.  | 30 ottobre 2011  | Vienna Open, Vienna                    | Cemento (i) | Jo-Wilfried Tsonga    | 7-6(5), 3-6, 4-6    |
| 5.  | 19 febbraio 2012 | Rotterdam Open, Rotterdam              | Cemento (i) | Roger Federer         | 1-6, 4-6            |
| 6.  | 17 marzo 2013    | Indian Wells Open, Indian Wells        | Cemento     | Rafael Nadal          | 6-4, 3-6, 4-6       |
| 7.  | 13 ottobre 2013  | Shanghai Masters, Shanghai             | Cemento     | Novak Đoković         | 1-6, 6-3, 6(3)-7    |
| 8.  | 14 agosto 2016   | Giochi Olimpici, Rio de Janeiro        | Cemento     | Andy Murray           | 5-7, 6-4, 2-6, 5-7  |
| 9.  | 29 ottobre 2017  | Swiss Indoors, Basilea                 | Cemento (i) | Roger Federer         | 7-6(5), 4-6, 3-6    |
| 10. | 13 gennaio 2018  | Auckland Open, Auckland                | Cemento     | Roberto Bautista Agut | 1-6, 6-4, 5-7       |
| 11. | 4 agosto 2018    | Los Cabos Open, Cabo San Lucas         | Cemento     | Fabio Fognini         | 4-6, 2-6            |
| 12  | 9 settembre 2018 | US Open, New York                      | Cemento     | Novak Đoković         | 3-6, 6(4)-7, 3-6    |
| 13. | 7 ottobre 2018   | China Open, Pechino                    | Cemento     | Nikoloz Basilašvili   | 4-6 4-6             |

### Doppio

#### Vittorie (1)
| Legenda                                      |
| Grande Slam (0)                              |
| ATP Finals (0)                               |
| Giochi olimpici (0)                          |
| Masters Series / ATP Masters 1000 (0)        |
| International Series Gold / ATP Tour 500 (1) |
| International Series / ATP Tour 250 (0)      |

| N. | Data         | Torneo                                          | Superficie | Compagno       | Avversari in finale             | Punteggio        |
| 1. | 4 marzo 2007 | Indianapolis Tennis Championships, Indianapolis | Cemento    | Travis Parrott | Tejmuraz Gabašvili Ivo Karlović | 3-6, 6-2, [10-6] |

## Risultati in progressione
| V | F | SF | QF | #T | RR | Q# | A | Z# | PO | O | F-A | SF-B | ND |

(V) Torneo vinto; raggiunto (F) finale, (SF) semifinale, (QF) quarti di finale, (#T) turni 4, 3, 2, 1; (RR) round - robin; (Q#) Turno di qualificazione; (A) assente dal torneo; (Z#) Zona gruppo Coppa Davis/Fed Cup (con indicazione numero); (PO) play-off Coppa Davis o Fed Cup; vinto un (O) oro, (F-A) argento o (SF-B) bronzo ai Giochi Olimpici; (ND) torneo non disputato.
Aggiornato a fine 2021.
| Torneo                      | 2005          | 2006          | 2007          | 2008          | 2009                      | 2010                      | 2011                      | 2012                      | 2013                      | 2014                      | 2015                      | 2016                      | 2017                      | 2018                      | 2019                      | 2020                      | 2021                      | 2022                      | Titoli     | V–S        | V % |
| --------------------------- | ------------- | ------------- | ------------- | ------------- | ------------------------- | ------------------------- | ------------------------- | ------------------------- | ------------------------- | ------------------------- | ------------------------- | ------------------------- | ------------------------- | ------------------------- | ------------------------- | ------------------------- | ------------------------- | ------------------------- | ---------- | ---------- | --- |
| Tornei del Grande Slam      |               |               |               |               |                           |                           |                           |                           |                           |                           |                           |                           |                           |                           |                           |                           |                           |                           |            |            |     |
| Australian Open             | A             | A             | 2T            | 2T            | QF                        | 4T                        | 2T                        | QF                        | 3T                        | 2T                        | A                         | A                         | A                         | 3T                        | A                         | A                         | A                         | A                         | 0 / 9      | 19–9       | 68% |
| Roland Garros               | A             | 1T            | 1T            | 2T            | SF                        | A                         | 3T                        | QF                        | A                         | A                         | A                         | A                         | 3T                        | SF                        | 4T                        | A                         | A                         | A                         | 0 / 8      | 22-9       | 71% |
| Wimbledon                   | A             | A             | 2T            | 2T            | 2T                        | A                         | 4T                        | 4T                        | SF                        | A                         | A                         | 3T                        | 2T                        | QF                        | A                         | ND                        | A                         | A                         | 0 / 9      | 21–9       | 70% |
| US Open                     | Q1            | 1T            | 3T            | QF            | V                         | A                         | 3T                        | QF                        | 2T                        | A                         | A                         | QF                        | SF                        | F                         | A                         | A                         | A                         | A                         | 1 / 10     | 35-9       | 80% |
| Vittorie–Sconfitte          | 0–0           | 0–2           | 4–4           | 7–4           | 17–3                      | 3–1                       | 8–4                       | 15–4                      | 8–3                       | 1–1                       | 0–0                       | 6–2                       | 8–3                       | 17-4                      | 3-1                       | 0-0                       | 0-0                       | 0-0                       | 1 / 36     | 94–35      | 73% |
| Torneo di fine anno         |               |               |               |               |                           |                           |                           |                           |                           |                           |                           |                           |                           |                           |                           |                           |                           |                           |            |            |     |
| ATP Finals                  | NQ            | NQ            | NQ            | RR            | F                         | NQ                        | NQ                        | SF                        | RR                        | Non qualificato           | Non qualificato           | Non qualificato           | Non qualificato           | A                         | Non qualificato           | Non qualificato           | Non qualificato           | Non qualificato           | 0 / 4      | 7–8        | 47% |
| ATP World Tour Masters 1000 |               |               |               |               |                           |                           |                           |                           |                           |                           |                           |                           |                           |                           |                           |                           |                           |                           |            |            |     |
| Indian Wells                | A             | A             | 2T            | A             | QF                        | A                         | SF                        | QF                        | F                         | A                         | A                         | 2T                        | 3T                        | V                         | A                         | ND                        | A                         | A                         | 1 / 8      | 24–7       | 77% |
| Miami                       | A             | A             | 4T            | 2T            | SF                        | A                         | 4T                        | 4T                        | 2T                        | A                         | 1T                        | 2T                        | 3T                        | SF                        | A                         | ND                        | A                         | A                         | 0 / 10     | 19–10      | 66% |
| Monte-Carlo                 | A             | A             | A             | Q2            | 2T                        | A                         | A                         | A                         | 3T                        | A                         | A                         | A                         | A                         | A                         | A                         | ND                        | A                         | A                         | 0 / 2      | 1–2        | 33% |
| Madrid1                     | A             | 1T            | 3T            | QF            | SF                        | A                         | 3T                        | SF                        | A                         | A                         | A                         | 2T                        | A                         | 3T                        | 2T                        | ND                        | A                         | A                         | 0 / 9      | 15-8       | 65% |
| Roma                        | A             | A             | Q1            | 1T            | QF                        | A                         | A                         | 3T                        | 3T                        | A                         | A                         | A                         | QF                        | 3T                        | QF                        | A                         | A                         | A                         | 0 / 7      | 11–7       | 61% |
| Montreal/Toronto            | A             | A             | 1T            | A             | F                         | A                         | 2T                        | 2T                        | 3T                        | A                         | A                         | A                         | 2T                        | A                         | A                         | ND                        | A                         | A                         | 0 / 6      | 7–6        | 54% |
| Cincinnati                  | A             | A             | 3T            | A             | A                         | A                         | 2T                        | SF                        | SF                        | A                         | A                         | A                         | 3T                        | QF                        | A                         | A                         | A                         | A                         | 0 / 6      | 13-6       | 69% |
| Shanghai                    | Non disputato | Non disputato | Non disputato | Non disputato | 2T                        | A                         | A                         | A                         | F                         | A                         | A                         | 1T                        | SF                        | 1T                        | A                         | ND                        | A                         | A                         | 0 / 4      | 7–4        | 64% |
| Parigi                      | A             | A             | 2T            | 3T            | QF                        | A                         | A                         | 3T                        | QF                        | A                         | A                         | A                         | QF                        | A                         | A                         | A                         | A                         | A                         | 0 / 6      | 9–6        | 58% |
| Vittorie–Sconfitte          | 0–0           | 0–1           | 9–6           | 4–4           | 18–8                      | 0–0                       | 11–4                      | 15–7                      | 16–8                      | 0–0                       | 0–1                       | 3–4                       | 14–7                      | 15-5                      | 2-2                       | 0-0                       | 0-0                       |                           | 1 / 59     | 107–57     | 65% |
| Nazionale                   |               |               |               |               |                           |                           |                           |                           |                           |                           |                           |                           |                           |                           |                           |                           |                           |                           |            |            |     |
| Giochi Olimpici             | Non disputato | Non disputato | Non disputato | A             | Non disputato             | Non disputato             | Non disputato             | SF-B                      | Non disputato             | Non disputato             | Non disputato             | F-A                       | Non disputato             | Non disputato             | Non disputato             | Non disputato             | A                         | ND                        | 0 / 2      | 10–2       | 83% |
| Coppa Davis                 | A             | A             | QF            | F             | QF                        | A                         | F                         | SF                        | A                         | A                         | A                         | V                         | A                         | A                         | A                         | ND                        | A                         | A                         | 1 / 6      | 15–4       | 79% |
| Statistiche carriera        |               |               |               |               |                           |                           |                           |                           |                           |                           |                           |                           |                           |                           |                           |                           |                           |                           |            |            |     |
|                             | 2005          | 2006          | 2007          | 2008          | 2009                      | 2010                      | 2011                      | 2012                      | 2013                      | 2014                      | 2015                      | 2016                      | 2017                      | 2018                      | 2019                      | 2020                      | 2021                      | 2022                      | Carriera   | Carriera   |     |
| Tornei disputati            | 0             | 12            | 24            | 19            | 18                        | 3                         | 19                        | 20                        | 19                        | 4                         | 2                         | 13                        | 18                        | 15                        | 5                         | 0                         | 0                         | 1                         | 192        | 192        |     |
| Titoli                      | 0             | 0             | 0             | 4             | 3                         | 0                         | 2                         | 4                         | 4                         | 1                         | 0                         | 1                         | 1                         | 2                         | 0                         | 0                         | 0                         | 0                         | 22         | 22         |     |
| Finali                      | 0             | 0             | 0             | 5             | 5                         | 0                         | 3                         | 5                         | 6                         | 1                         | 0                         | 2                         | 2                         | 6                         | 0                         | 0                         | 0                         | 0                         | 35         | 35         |     |
| Cemento V–S                 | 0–0           | 3–4           | 21–19         | 27–11         | 41–11                     | 3–3                       | 33–13                     | 40–12                     | 42–12                     | 7–3                       | 2–2                       | 24–7                      | 30–12                     | 36-9                      | 2-1                       | 0-0                       | 0-0                       | 0-0                       | 18 / 133   | 311–119    | 72% |
| Terra V–S                   | 0–0           | 5–7           | 1–2           | 15–3          | 12–4                      | 0–0                       | 10–3                      | 17–3                      | 2–2                       | 0–0                       | 0–0                       | 3–2                       | 7–3                       | 7-3                       | 5-3                       | 0-0                       | 0-0                       | 0-1                       | 4 / 40     | 84–36      | 70% |
| Erba V–S                    | 0–0           | 0–0           | 4–3           | 4–2           | 1–1                       | 0–0                       | 5–2                       | 8–2                       | 7–2                       | 0–0                       | 0–0                       | 5–3                       | 1–1                       | 4-1                       | 1-0                       | 0-0                       | 0-0                       | 0-0                       | 0 / 15     | 40–17      | 70% |
| Sintetico V–S               | 0–0           | 2–1           | 2–1           | 0–0           | Superficie non utilizzata | Superficie non utilizzata | Superficie non utilizzata | Superficie non utilizzata | Superficie non utilizzata | Superficie non utilizzata | Superficie non utilizzata | Superficie non utilizzata | Superficie non utilizzata | Superficie non utilizzata | Superficie non utilizzata | Superficie non utilizzata | Superficie non utilizzata | Superficie non utilizzata | 0 / 1      | 4–2        | 67% |
| Totale V–S                  | 0–0           | 10–12         | 28–25         | 46–16         | 54–16                     | 3–3                       | 48–18                     | 65–17                     | 51–16                     | 7–3                       | 2–2                       | 32–12                     | 38–16                     | 47–13                     | 8-4                       | 0-0                       | 0-0                       | 0-1                       | 22 / 192   | 439–174    | 72% |
| Vittorie (%)                | –             | 45%           | 53%           | 74%           | 77%                       | 50%                       | 73%                       | 79%                       | 76%                       | 70%                       | 50%                       | 73%                       | 70%                       | 78%                       | 67%                       | –                         | –                         | 0%                        | 71.62%     | 71.62%     |     |
| Ranking fine anno           | 157           | 92            | 44            | 9             | 5                         | 258                       | 11                        | 7                         | 5                         | 137                       | 590                       | 38                        | 11                        | 5                         | 122                       | 153                       | 756                       |                           | 25889586 $ | 25889586 $ |     |

1 Disputato su cemento indoor dal 2002-08, su terra dal 2009-presente.